# すぽると!
『すぽると!』（英称及びロゴ表記:SPORT）は、2001年4月2日からフジテレビ系列で断続的に放送されているフジテレビ制作の総合スポーツ情報番組。放送期間中におけるフジテレビ系列のスポーツ中継では、このタイトルにちなんだ「FUJI NETWORK SPORT」（フジ・ネットワーク・すぽると）というブランドネームが用いられている。
2016年4月2日までは平日の全曜日で深夜に編成されていたが、その後はレギュラー放送を8年間中断。2024年3月31日（日曜日）から、日曜日未明（土曜日の深夜）と日曜日深夜 - 月曜日未明の時間帯に限って放送を再開した。このような経緯から、本項目では便宜上、再開前の期間（2001年4月2日 - 2016年4月2日）を「第1期」・再開後の期間（2024年3月31日以降）を「第2期」と区別して記述するものとする。

## 概要
長年放送された『プロ野球ニュース』の後継番組としてスタート。2001年4月1日の第1回放送は、同日に放送を開始した『EZ!TV』内のワンコーナー「EZ!すぽると!」として放送された（公式の放送回数に含めるかは不明）。『ニュースJAPAN』 とのオムニバス形式（後述）であった『感動ファクトリー・すぽると!』（かんどうファクトリーすぽると）としては、翌4月2日から放送を開始した。
過去に放送されていた『プロ野球ニュース』などのスポーツニュース枠や早朝の情報番組『トークシャワー』現在放送されている『めざましテレビ』『めざましどようび』同様、報道番組と分類しているため「制作著作 フジテレビ」の文字は出していない。
タイトルの「すぽると」は、スポーツのイタリア語Sportから。これは、サッカー選手の中田英寿から前番組『プロ野球ニュース』について、「サッカーのニュースも流してるのに“プロ野球ニュース”っておかしくないですか?」と指摘を受け、さらに中田から「スポーツ」をイタリア語で「スポルト」と言うことを知らされ、当時編成部長だった亀山千広（現：BSフジ代表取締役社長）が番組名を変更させた経緯がある。
スタートから2005年3月31日までは「感動ファクトリー・すぽると!」として放送していたが、同年4月2日 から「感動ファクトリー」の冠をはずし、ラテン文字ロゴタイプになった。2002年 - 2004年度は、他のスポーツ中継番組と同様、オープニングに「FUJI NETWORK SPORT」または「PERFECT SPORT」の3秒間のアイキャッチが流れていた。
『プロ野球ニュース』から引き続き、プロ野球や日本人メジャーリーガーの情報を伝えたが、全試合を解説付きで伝えるスタイルは踏襲せず（ただし2005年の前半はかつての『プロ野球ニュース』同様に全試合に解説者を派遣していた）、特に2008年から解説者の出演が激減したが、2011年のリニューアルにより原則として、プロ野球公式戦開催日には毎日1名の野球解説者が出演するようになり、後述の通り、現在CSで放送されている『プロ野球ニュース』に近い形式となった。サッカーに関しては、これまでのJリーグ・日本代表・セリエAだけでなく、世界のリーグ戦や代表試合にも重点をおいた。また、フジテレビが中継する柔道やバレーボールを含むスポーツ選手への密着ドキュメントやバラエティに富んだ企画を放送した。
EPGの番組案内で「毎日休み無しに放送するスポーツニュースは『すぽると!』だけ!」と書かれていたが、実際はテレビ東京の「ネオスポーツ the documentary!」も完全帯番組であった。

### オムニバス編成
平日は『ニュースJAPAN』の第2部として放送されていた差込み番組としてスタートしたが、2003年に『ニュースJAPAN』の第3部（通称JAPAN2）が廃止されたことに伴って、実質上、同番組から独立する形となった。しかし新聞紙上やネット上の番組表では、平日は『[N]JAPAN [字](ニュース内容)▽55[S]すぽると!』と表記されており、『ニュースJAPAN』とのオムニバス形式であった。ただし、2011年7月25日以降、Gコード廃止により字数のスペースが空いたことにより、『ニュースJAPAN』と同番組が単独番組として表記されるようになった。
土曜日は放送開始から2003年3月までは単独番組として放送されたが、同年4月に前座番組の『ニュースJAPAN WEEKEND』と統合し『感動ファクトリー・すぽると!&ニュース』として、平日とは逆に「FNNニュース」を内包する形で放送されていたが、番組終了時点では事実上、ニュース枠が独立していた。しかし新聞紙上やネット上の番組表では『ニュース&すぽると!』（ただし、スポーツ中継などで急遽放送時間が変更になった場合の告知字幕では「LIVE20XX（西暦年度）」と書かれる場合があった）と表記されており、「FNNニュース」とのオムニバス形式（本番組は第2部枠）であった。
このようなオムニバス形式の編成は「ニュース最終版・第2期」（1988年・1989年度。「プロ野球ニュース」&「FNN DATE LINE」の2本立て）からの名残でもあった。また全国スポンサー読み（2014年度からは金・日曜日付けを除き、本編タイトル前）も「ここからは…」とアナウンスされていた。
なお番組の正式な題名には、前座の「ニュースJAPAN」→「あしたのニュース」のように「LIVE20XX」のタイトルは付いていない ものの、地上デジタル放送のEPGでは2009年12月まで「LIVE200XニュースJAPAN」のタイトルで表記されていたが、2010年1月から「LIVE201X ニュースJAPAN&すぽると!」の表記となった。こちらは2011年7月25日以後もオムニバス扱いは変更されていなかった。

## 歴史

### 第1期（2001年4月 - 2016年4月）

#### 平日（「感動ファクトリー」時代）
- 放送開始当初は、スタジオセットの刷新と三宅正治のパートナー役の女性アナウンサーが交代しただけで、前番組『プロ野球ニュース』から引き続きフジテレビ系列のプロ野球解説者（日替わり）等がコメンテーターとして出演したほか、プロ野球シーズンオフを中心とした明石家さんまの出演（土曜）も継続した（肩書は「工場長」）。
- 2004年9月末までは番組テーマソングをビーイング・GIZA studio所属の、いわゆる「ビーイング系」アーティストが一貫して手掛けており、それらを集めたコンピレーションアルバム「すぽると!MEMORIAL - Sweat and Tears - 」が発売されている。同年10月以降は、特定アーティストの曲を使っておらず、インストゥルメンタルの曲を使っていた。
- 2002年のシーズンオフ、フリーエージェントで去就が注目された中村紀洋と松井秀喜のスクープを連発した。特に中村紀は、常に当番組だけに心境を告白。その独占取材はマスコミ各社の注目を集め、共同通信社が連日、当番組のインタビュー内容を受けて打電した。この時の関西テレビの近鉄担当・中村番記者は、大槻文人、フジテレビの巨人担当・松井番記者は、太田光史が務めた[要出典]。
- 2003年4月、編集長がフジテレビで長年サッカー担当のプロデューサーを務めた村社淳に代わり、番組内容もサッカーを中心に、同局が扱うスポーツ中継のブームアップ的な要素が強くなった。それに伴い、キャスターとして新たに本田朋子（金曜）、相沢礼子（日曜）が加わったがわずか1年で卒業した。
- 2004年9月17日、日本プロ野球選手会がストライキを決行することを発表した際には、翌18日（17日深夜）の放送に古田敦也選手会長が急遽生出演し、涙ながらに胸中を語った。

#### 平日（「SPORT」時代）
- 2005年4月、2001年の番組開始当初から使われたタイトルロゴとスタジオセットを一新させ、「感動ファクトリー」の冠をはずし、単に「すぽると!（SPORT）」とタイトルを変更した。火 - 木曜の3日間は、作家など、各界からスポーツに一家言ある著名人をコメンテーターに迎えた。金曜は「世界基準」のナビゲーターとしてフローラン・ダバディーが加わった。
- 2006年1月、番組開始当初から番組の顔であった内田恭子が結婚し、同年3月に退社のため降板した。
- 2006年9月9日 - 16日の1週間は「すぽるとinヨーロッパ」と題して放送。これは、F1イタリアGP、柔道ワールドカップ・フランス大会など、ヨーロッパ各地で行われるスポーツイベントを中継することから、キャスター陣が現地へ出張するオールロケーション番組となった。
- 2006年、札幌ドームからのオールロケ中継が9 - 10月に3回あった。いずれもパシフィック・リーグの北海道日本ハムファイターズに絡むもので、最初は9月27日のレギュラーシーズン1位通過のとき、2回目はプレーオフを制し25年ぶりのリーグ年間優勝を決めた10月12日、そして日本シリーズで北海道勢初・チーム44年ぶりの日本一を決めた10月26日で、いずれも札幌ドームのグラウンドに特設会場を設けて選手らをゲストに招いて対談を行った。
- 2007年3月18 - 24日、フィギュアスケート世界選手権・東京体育館大会開催に伴い、荒川静香が進行役を務めるダイジェストコーナー「SPORT ON ICE」の放送のため、時間枠を拡大した（18日は40分、23日は52分、24日は70分、それ以外の日は50分）。
- 2007年8月、アメリカのニューヨークからのオールロケ中継「すぽるとin USA」を放送。
- 2008年4月、各曜日ごとに、プロ野球ニュースの「シーズンオフ企画」に相当するテーマが設定されるようになった（週末も含む）。
- 2008年11月4日、毎週火曜日に「FEATURING SPORT」が開始。アスリート系タレント・水野裕子がナビゲーターとしてレギュラー出演した（2010年3月まで）。
- 2009年4月から「SPORT MAN」という番組マスコットが登場した。開始当初は名前は決まっていなかったが、視聴者からのアンケートで決まったものである。2010年までは番組のオープニングアニメーションに登場し、実際に着ぐるみがスタジオに登場することもあったが、2011年からは番組には登場しなくなり、主な活動はイマつぶ（フジテレビの会員制ミニブログサイト）でのつぶやきのみとなっていた。そのイマつぶでの活動も2012年のロンドンオリンピック閉幕をもってアカウントが閉鎖され、当番組を完全降板することとなった。
- 2010年3月29日、NTSCでレターボックス16:9サイズでの放映開始（週末も含む）。これは、深夜のスポーツニュース番組としては民放初のこと[注 7][注 8]。金曜日放送の「WORLD SPORT」を月曜日に移動するなど、コーナーの入れ替えも行われた。なお金曜日のコメンテーターにチュートリアルの徳井義実が加わった。
- 2011年3月21日 - 25日 世界フィギュア東京大会開催に伴う10分延長版を行う予定だったが、東日本大震災の影響で開催返上となったため延長放送を行う予定たった時間分を「ニュースJAPAN」の延長放送に割り当て、すぽると!としては本来の放送時間より10分遅らせる形での通常版として放送された。
- 2011年3月24日、平日初代総合司会を10年間（プロ野球ニュースを入れると11年間）担当してきた三宅が番組を勇退した。
- 2011年3月25日、金曜コメンテーターの徳井が番組リニューアルに伴い降板した。
- 2011年3月28日、平日2代目総合司会として西岡孝洋が就任し、番組大リニューアルを敢行（セット・タイトル変更や新コーナーのスタート他）。その一環として野球・サッカーの解説者に現役選手である高津臣吾、中村俊輔を新解説者として起用。
- 総合司会では、主に西岡がF1、田中大貴・平井理央が野球、本田朋子がサッカー、松村未央がフィギュアスケートを担当している事が多かった。
- 2011年12月9日より、同年入社の竹内友佳が金曜日すぽると!のコーナー、『POWER FOR VICTORY』を担当することとなり、すぽると!キャスターに加わった（2012年3月まで）。
- 2012年4月
  - オープニングVTR、エンディングのテーマ曲は変わらず、スタジオ開始時のテーマ曲が変更された。
  - 金曜日が松村、日曜日が本田と曜日担当入れ替え。これに伴い、本田は土曜から月曜まで3日連続の担当となった。
- 2012年7月18日、平井が入籍し、9月末でフジテレビを退社することを発表した。すぽると!は9月までの担当。
- 2012年9月27日、平井がすぽると!を卒業。
- 2012年10月2日より、平井に代わる新メンバーとして、同年入社の新人の宮澤智が火曜 - 木曜サブキャスターに就任。
- 2013年3月29日 2013年度ペナントレース開始に合わせて、番組のリニューアルを実施。
  - テーマソング（演奏）を布袋寅泰が作曲。
  - 番組セット・オープニングタイトルを2年ぶりに刷新。
  - 若手のグラビアアイドルや女性モデルが「SPORTガールズ」[注 9] として日替わりでナビゲートするスーパープレー集「快感!SPORT」（平日のみ）や、番組最後の「SPORTクイズ」など新コーナーを開始。
  - また出演者のシフトが見直され、西岡の担当が月 - 木曜日の週4日に変更。金曜日は田中(大)が担当（日曜と合わせ週2日出演）となった。
- 2013年9月23日 本田が月曜日担当を卒業した[注 10]。
- 2013年9月27日 金曜日担当の松村が番組を卒業、次の10月4日より金曜日も宮澤が担当することになり宮澤は火 - 金曜の週4日担当になった。
- 2013年9月30日 月曜日新女性キャスターとして内田嶺衣奈（2013年入社）が参加。
- 2013年10月 金曜日の準レギュラーコメンテーター（基本隔週交互）として田中理恵と武井壮が参加、「Real Venus」を田中（理）の担当コーナーとし、武井は新設の「Real Beast」を担当。
- 2014年1月ごろ それまで土曜日のみ募集していたTwitterによる視聴者のつぶやきメッセージをほぼ毎日の放送に拡大。
- 2014年3月31日 平日の放送時間を20分（金曜のみ32分）に短縮。また出演者のシフトが変更され、月 - 火曜が西岡・内田（嶺）ペア、水・木曜が西岡・宮澤ペア、金曜は田中(大）・宮澤ペアが担当。
- 2015年3月19日 西岡が卒業[注 11]。
- 2015年3月27日 当番組とコンプレックス編成を組んできた『ニュースJAPAN』が終了し、2015年3月30日から『あしたのニュース』に変更された。『あしたのニュース』の放送時間が月曜 - 木曜のみ1年ぶりに23:30 - 23:55枠の25分番組に戻ることになったため、当番組の放送時間が月曜 - 木曜は23:55 - 翌0:25枠の30分に拡大し、金曜は放送時間が0:18 - 0:40枠の22分に短縮。また出演者のシフトが変更され、月・火は中村光宏・内田（嶺）、水-金は田中（大）・宮澤（金曜は2014年度に同じ）のペアリングとなった。
- 2016年1月、日刊ゲンダイに「すぽると!打ち切り決定」との記事が掲載された。掲載後には、『あしたのニュース』（平日の前枠番組）とともに、3月末で放送を終了することが正式に決定[4]。4月以降の平日には、同番組との放送枠統合によって誕生する報道・情報番組『ユアタイム』にスポーツコーナーを内包させるとともに、田中（大）がスポーツキャスターを務める[5]。その一方で、土・日曜日には、『スポーツLIFE HERO'S』（スポーツ専門のワイドニュース番組）を新たに編成。土曜日では中村・宮澤、日曜日では佐野瑞樹・加藤綾子がメインキャスターを務める[6]。
  - 当番組の終了をめぐっては、一部のメディアで「フジテレビがスポーツ番組（全般）から撤退する」と報じられた。この報道に対して、同局の亀山千広社長は、1月29日の定例記者会見で「番組の存続を云々する以前に、『スポーツ（中継や関連番組）を撤退・縮小する』という意味合いを（フジテレビが）一切持っていないことを、2020年（東京オリンピック）へ向けて明快にしておきたい」と強調している[7]。

#### 土曜日
- 放送開始から2003年3月までは単独番組として放送。
- 2003年4月、前座番組の『ニュースJAPAN WEEKEND』と統合し、『感動ファクトリー・すぽると!&ニュース』にリニューアルした。
- 2004年10月、ニュースゾーンが『FNNニュース』として独立した『ニュース&すぽると!』にリニューアルし、「すぽると!」ゾーンは『感動ファクトリー・すぽると! WEEKEND SPECIAL』に変更され、実質的にニュースとすぽると!を分離・独立化した（ただし、新聞番組表では一部地域で「感動ファクトリー・すぽると!&ニュース」時代の名残りで一体化して掲載しているものもあった）。
- 2008年4月、「すぽると!」ゾーンの放送時間が60分から50分に短縮（代わりに日曜日が10分拡大）。
- 2009年4月、国分太一を「土曜すぽると！編集長」として起用し[8][注 12]、「サタデースペシャル」として放送。
- 2011年11月以後 視聴者参加型のコーナーとして、「イマつぶ」での視聴者からのつぶやきメッセージを番組中に紹介するようになった（2013年9月に「イマつぶ」が廃止され、それ以後はTwitterでのメッセージ紹介に変更）
- 2014年3月29日、本田が番組を卒業した。
- 2014年4月5日 新サブキャスターとして宮澤と中村[注 13] が参加した。
- 2014年12月27日 国分が編集長を卒業した。
- 2015年1月10日 サブキャスターの中村・宮澤が総合司会に昇格となった。またこれまで金曜日の準レギュラーコメンテーターだった武井が江本孟紀とともにメインコメンテーターを担当することになった。
- 2015年4月から、土曜23:40 - 翌0:05に連続ドラマ枠『土ドラ』を第2期として再開するため[9][10]、同月5日未明（4日深夜）から『ニュース&すぽると!』が5分繰り下げ・縮小することとなったが『FNNニュース』は5分短縮の10分番組となるため、『すぽると!』の放送時間はこれまで通り50分番組で維持された。また『FNNニュース』からの接続は、これまで一旦クロスプログラム→CM（ステブレ）を挟んでからだったが、今回の改定でステブレレスで直接始まる形式となった。
- 2015年9月26日 武井がコメンテーターを卒業。
- 2015年10月3日以後 基本的に平日版の体裁に準じた内容となり、コメンテーターは野球解説1名（週替わり）+山口素弘（Jリーグ担当）を基本とするようになった。また『FNNニュース』とのステブレレスが再び廃止され、ニュース後30秒間のステブレ（CM）を挟んで当番組に接続する仕組みに戻った。
- 2016年1月から『FNNニュース』からの接続が再びステブレレスで直接始まる形式となった。

#### 日曜日
- 放送開始から2003年3月まで、日曜は『EZ!TV』に内包される「EZ!すぽると!」として放送。同番組の放送時間が一定していなかったためイレギュラーな編成が多かった（詳細は同番組の項目を参照）。
- 2003年4月、同番組の放送時間変更に伴い「EZ!すぽると!」が放送終了。スポーツニュースはスポーツ中継とのコンプレックス枠である『PERFECT SPORT』内で放送されることとなった。
- 2007年4月、スポーツニュースとスポーツ中継の間に『サンパラ』が新設されたため『PERFECT SPORT』が終了。日曜日の放送が初めて単独番組となった。
- 2008年4月、放送時間が20分から30分に拡大した（代わりに土曜日が10分短縮された）。
  - その年の4月 - 北京五輪閉幕までは日本コカ・コーラ提供の北京五輪コーナーがあった。コカ・コーラは9月から1ヶ月間は各社扱いで提供した。
- 2010年4月4日からプロ野球シーズン開始 - 12月の日曜最終放送まで「ジョージア魂」賞とのコラボレーションコーナーが開始された。これに伴いこの期間のネットセールス枠のスポンサーはコカ・コーラ1社（提供クレジットは「ジョージア」）となった。
  - 2010年度ナビゲーターは浅田舞、高木豊のふたり。
  - 2011年は4月3日の回からコカ・コーラ（ジョージア）の1社提供が始まるが、当初3回は東日本大震災の社会的影響を踏まえてパーティシペーション（協賛表示なし）の扱いでコマーシャルを送り、4月24日より前年に引き続き、「ジョージア魂」賞のコラボレーションコーナーを開始。本年のナビゲーターは片岡安祐美、徳井（前年は金曜レギュラー）、高木（本年は日曜レギュラー、「ジョージア魂」賞の選考委員も務めた）の3名で進行した。
  - 2012年度の「ジョージア魂」賞のナビゲーターは、日曜MCの田中（大）・本田が兼任。
- なおプロ野球オフシーズンの1-3月期はコカコーラ以外の30秒ずつのスポンサー2 - 3社程度（まれに1社はパーティシペーション）の提供となった。
- 2013年9月29日 本田が日曜の担当を卒業。
- 2013年10月6日 日曜新女性キャスターとして内田（嶺）が参加（月曜と合わせて週2日出演）。
- 2014年4月6日 日曜日の放送を15分延長して45分に拡大。また従来の田中(大）・内田(嶺）に加え、宮澤も参加し3人MC体制となった。
- 2015年4月5日 更に5分延長して50分に拡大。

### 第2期（2024年3月 - ）
- 2024年3月31日（日曜日）から、「週末（土曜深夜＝日曜未明および日曜夜間 - 月曜未明）のスポーツニュース番組」としてレギュラー放送を8年振りに再開。編成上は前番組（週末限定で放送されていた『S-PARK』）のリニューアルを兼ねていて、前番組から放送枠、「土・日曜日最終版の『FNNニュース』を内包する」という構成、終了時点でのレギュラー陣や企画の一部を引き継いだ。当番組において、（ネット局ごとに放送されるローカルニュースを含めた）ニュースコーナーを本編に組み込む構成を導入することは、第1期時代の2004年9月に『感動ファクトリー・すぽると!&ニュース』としての放送を終了して以来19年半振りである。
  - 当番組の再開に際しては、前番組が終了した時点でのメーンキャスターだった佐久間みなみと松崎涼佳（いずれもフジテレビアナウンサー）が曜日別のMCとして続投。佐久間は、miwaとのコラボレーション（「佐久間みなみ feat. miwa」名義）による『Our Time』（第2期の初代テーマソング）の作詞と歌唱も任されている[11]。その一方で、日曜夜間 - 月曜未明に放送される「日曜版」には、千鳥が「キャプテン」という肩書（第1期における明石家さんまの「工場長」に相当するポジション）でレギュラー出演。さらに、再開の前週まで平日の夕方に『Live News イット!』のメインキャスターを務めていた榎並大二郎[注 14]（佐久間・松崎の先輩アナウンサー）を、「土曜版」（土曜深夜＝日曜未明放送分）「日曜版」共通のMCに起用した[1][2][13]。
    - 千鳥は日曜版初回への生出演を事前の告知なく見送ったため、実際には第2回（4月7日放送分）から生出演を開始。もっとも、翌週（4月14日放送分）も休演するなど、再開当初の日曜版では不定期での出演にとどまっている。また、榎並がスポーツニュース番組のメインキャスターをレギュラーで担当することは、2008年にフジテレビへ入社してから初めてである。

  - 第1期の平日版で「MONDAY」（月曜日）にサッカーファンから絶大な人気を博していた「MONDAY FOOTBALL」（ヨーロッパの主要リーグで日本出身選手が出場した試合の速報が中心のサッカー情報パート）については、放送の曜日を「SUNDAY」（日曜の夜間）に変更したうえで、「SUNDAY FOOTBALL」というタイトルで全国向けに復活させた。その一方で、フジテレビでは当番組の再開を機に、『MONDAY FOOTBALL みんなのJ』（Jリーグの試合のダイジェストを中心に伝える単独番組）を「MONDAY」（月曜日の深夜）に編成。『みんなのJ』は、当番組のネット局の一部でも放送されている。
- 2025年4月6日より日曜 9:30 - 10:00に放送されていた『ONE PIECE』が、日曜 23:15 - 23:45に移動するに伴って30分繰り下げ、終了時間も5分繰り上げになった[14][注 15]。
- 2024年3月28日（木曜日）からは、当番組が放送されない平日を含めた全ての曜日に、TVer限定で『すぽると! on TVer』のライブ配信を実施している[15][16]。
  - 当番組の再開当初は、前述した事情などから、単独番組としての平日放送の復活までに至っていない。ただし、休止期間中の2019年4月から平日の深夜に放送されている『FNN Live News α』にはスポーツ関連のニュース・企画コーナーが中盤に設けられていて、当番組の再開翌日（2024年4月1日放送分）以降はこのコーナーを『αすぽると!』（当番組とのコラボレーションコーナー）として編成。再開当初のMC陣（榎並・松崎・佐久間）から、日替わりで1名が「『Live News α』のスポーツキャスター」扱いで『αすぽると!』を担当している。
- 『すぽると! on TVer』の毎日のライブ配信は2024年11月3日で終了し、以降は週2本のVOD配信のみとなる。2025年プロ野球開幕以降もVOD配信なのか、毎日のライブ配信に戻るかは現状不明である。

## 放送時間
| 時期 | 時期      | 月 - 木曜日              | 土曜日 （金曜日深夜） | 日曜日 （土曜日深夜） | 日曜日                       |
| --- | --------- | ------------------------ | --------------------- | --------------------- | ---------------------------- |
| 2001.4.1 | 2003.3.30 | 23:50 - 翌0:30 （40分）1 | 0:10 - 0:50 （40分）1 | 0:15 - 1:15 （60分）  | 23:45頃 - 翌0:10頃 （25分）2 |
| 2003.3.31 | 2004.9.26 | 23:55 - 翌0:35 （40分）  | 0:15 - 0:55 （40分）  | 0:00 - 1:15 （75分）3 | 23:55 - 翌0:15 （20分）4     |
| 2004.9.27 | 2005.3.27 | 23:55 - 翌0:35 （40分）  | 0:15 - 0:55 （40分）  | 0:15 - 1:15 （60分）5 | 23:55 - 翌0:15 （20分）4     |
| 2005.3.28 | 2008.3.30 | 23:55 - 翌0:35 （40分）  | 0:23 - 1:05 （42分）  | 0:15 - 1:15 （60分）5 | 23:55 - 翌0:15 （20分）4     |
| 2008.3.31 | 2014.3.30 | 23:55 - 翌0:35 （40分）  | 0:23 - 1:05 （42分）  | 0:15 - 1:05 （50分）5 | 23:55 - 翌0:25 （30分）      |
| 2014.3.31 | 2015.3.29 | 23:50 - 翌0:10 （20分）  | 0:18 - 0:50 （32分）  | 0:15 - 1:05 （50分）5 | 23:55 - 翌0:40 （45分）      |
| 2015.3.30 | 2016.4.2  | 23:55 - 翌0:25 （30分）  | 0:18 - 0:40 （22分）  | 0:15 - 1:05 （50分）5 | 23:55 - 翌0:45 （50分）      |
| 2016.4 | 2024.3    | （中断期間）             | （中断期間）          | （中断期間）          | （中断期間）                 |
| 2024.3.31 | 2025.3.30 | （なし）                 | （なし）              | 0:35 - 1:15 （40分）  | 23:15 - 翌0:30 （75分）6     |
| 2025.4.6 |           | （なし）                 | （なし）              | 0:35 - 1:15 （40分）  | 23:45 - 翌0:55 （70分）      |
| - 1 『ニュースJAPAN』に内包。 - 2 『EZ!TV』に内包。 - 3 『感動ファクトリー・すぽると!&ニュース』としてニュースゾーンを内包。 - 4 2007年4月までは『PERFECT SPORT』としてスポーツ中継とコンプレックス枠を形成。 - 5 『ニュース&すぽると!』としてコンプレックス枠を形成。 - 6 2024年5月12日から6月30日までは、23:45 - 翌1:00（『鬼滅の刃 柱稽古編』編成に伴う繰り下げ） |           |                          |                       |                       |                              |

特例
- 年末年始と重なる土曜日・日曜日は放送休止となる。休止日は12月31日と重なる場合を除き、代替として23時台もしくは翌0時台に『FNNニュース』を放送する[17]。
- フジテレビが中継するバレーボールの国際大会（バレーボールワールドカップ、バレーボール・ワールドグランプリ、夏季オリンピック最終予選）が開催されるときには、時間枠を10分ずつ拡大して、前半にそのダイジェスト番組『バレーすぽると!』を放送した（2006年までは別番組扱いだったが、2007年ワールドカップでは内包扱いになった。2013年までは前半20分の部分だったが、放送時間が短縮された2014年は前半10分の部分、土日は延長なし）。また世界柔道選手権大会、世界体操選手権、フィギュアスケート世界選手権期間中も、「すぽると!」としての放送枠拡大、ないしは開催地の現地時間（生中継、または一部ニアライブ）によって、時間枠を調整する場合がある。
- 夏季、冬季オリンピック、FIFAワールドカップ期間中も、ジャパンコンソーシアム共通協賛スポンサー（3-4社程度）が提供するハイライト番組を番組前半部で内包するため、上記より10分延長して対応した（ただし、2014年のW杯期間中の土・日は延長は5分間のみである他、同6月23日深夜（6月24日未明）については直後に「クロアチア対メキシコ」の試合が放送される都合で、時間調整のため0:35までの45分枠で放送された）。
- 『プロ野球ニュース』（第2期）の時代であった1987年から毎年7月（2003年は6月、2013年は8月）に放送されている『FNSの日』の放送日は、土曜深夜に特別版（約30分間）が原則として放送された。ただし、2008年 - 2010年、2013年、2014年は特別版としては放送されず、代わりに『さんま・中居の今夜も眠れない』に内包する形で「土曜日のスポーツニュース」を10分間のコンパクトで放送する形式となっていた。2011年、2012年、2015年は再び独立したコーナーとして放送された。
- 国政選挙の投開票日と重なる日曜日は開票特別番組[注 16]を一時中断する形で時間変更・短縮して放送。
- 平日版は重大なニュースが入って『ニュースJAPAN』が拡大した場合は、その分縮小、もしくは休止した。
- 日曜日は、2011年までF1開催時（3 - 11月）は一部レースを除き、F1中継放送後に20分に短縮して放送。その場合は2009年までは通常付いている全国ネット提供スポンサーが付かず一部のローカルスポンサーがCMを放送する程度だったが、2010年から2013年は「ジョージア魂賞」があるため、放送時間短縮の回でもコカ・コーラ（ジョージア）のネットスポンサーは付いていた。
- 2008年8月15日は北京オリンピック関連の番組が深夜2時半過ぎまで放送されていたため、通常の本番組ではなく、年末年始の代替番組として放送されてきた「すぽると!プラス」に変更された。
- 2009年10月21日、水曜日のコーナー「REAL VENUS」のコーナー開始2周年を記念し、ベースボール・マガジン社とのコラボレーション企画として「REAL VENUS」に登場した女性アスリート31名のトレーディングカード「リアルヴィーナスカード」の発売が発表された。このシリーズは好評を博し、2010年以後はクリスマスの時期に発売されていた。
- 日本テレビ系列と沖縄テレビ（フジテレビ系列局で本番組ネット局）で2010年8月28日 - 29日にかけて生放送の『24時間テレビ33 「愛は地球を救う」』のメインパーソナリティーを本番組のキャスター・国分太一が属するTOKIOが務めており対応が注目されたが、本番組が放送される時間帯はメインパーソナリティーが進行に関与しない深夜企画時間帯ということもあり、28日（正確には29日未明）も通常通り国分は本番組に出演した（エンディングではこの年のTシャツを出す寸前に番組は終了した。そのうち、沖縄テレビはその後に、『24時間テレビ33』を放送した）。
- 2010年10月12日に韓国のソウルで行われたサッカー親善試合・日本代表対韓国代表戦について、試合1週間前の10月4日と10月5日の2日連続で「日韓戦」ではなく「韓日戦」と放送し視聴者から批判を浴びた[18]。10月6日以降からは「韓国戦」に修正したが釈明や謝罪は無かった。
- 男性陣（キャスター・解説者共に）は2005年以後背広・ネクタイを使用していたが、2011年6月1日から9月11日、および2012年も6月から9月30日までは、節電・省エネの一環によるクールビズとして、ノーネクタイでの出演を行っていた（月曜の風間は通年でノーネクタイ）。

## 出演者

### すぽると!
特記のない限りフジテレビアナウンサー。
| 曜日               | 土曜       | 日曜             |
| ------------------ | ---------- | ---------------- |
| メーンキャスター   | 榎並大二郎 | 榎並大二郎       |
| メーンキャスター   | 松﨑涼佳   | 佐久間みなみ     |
| ニュースキャスター | 東中健     | 梶谷直史         |
| キャプテン         | （なし）   | 千鳥（タレント） |

### αすぽると!
『FNN Live News α』にて放送。解説者を除き、全てフジテレビアナウンサーが担当。
| 曜日              | 月曜             | 火曜       | 水曜     | 木曜         | 金曜       |
| ----------------- | ---------------- | ---------- | -------- | ------------ | ---------- |
| キャスター        | 榎並大二郎       | 榎並大二郎 | 松﨑涼佳 | 佐久間みなみ | 榎並大二郎 |
| 解説者            | 本田真凜（隔週） | （なし）   | （なし） | （なし）     | （なし）   |
| αメーンキャスター | 堤礼実           | 堤礼実     | 堤礼実   | 堤礼実       | 海老原優香 |

備考
- キャスターの担当曜日は上記を原則とするが、該当曜日のキャスターがスケジュールの都合により出演できない場合は他曜日のキャスターが代役で出演する。
- 解説者については上記の他に後述の通り、月1～2回程度不定期で杉谷拳士も出演する。杉谷の出演は原則として金曜日となっている。そのため、現在は土曜日のみ毎週キャスター1名のみでの進行となっている。
- 配信開始以降現在、プロ野球の速報において、配信権利の都合で、読売ジャイアンツ、阪神タイガース、広島東洋カープの主催試合の映像は配信できず、試合結果のスコアを出すのみに留まっている。なお、プロ野球の速報6試合を全て映像付きで初めて配信したのはセ・パ交流戦で主催試合がパリーグ球団となった2024年5月31日となった。
- 2024年6月14日配信分より、新たなコーナーとして、スポーツナビとのコラボレーション企画で、プロ野球の当日の各試合において勝敗関係なく各球団から最も活躍した選手をユーザー投票により選出する『みんなのMVP』を新設した。
- プロ野球解説者である石井や岩隈の担当日にプロ野球の試合が行われない、もしくは行われても1試合等試合数が少ない場合はその日は出演せず、試合数が多い、担当日の前後に振替で出演することもある。
- 2024年11月4日配信分からリニューアルし、『好プレー珍プレー　すぽるとonTVer』に改名。また毎日22:30〜配信していたのが週1回月曜日の18:00〜に変更。

### すぽると！歴代総合司会
平日
| 期間 | 期間      | 男性           | 男性      | 男性      | 男性           | 女性       | 女性              | 女性              | 女性      | 女性      |
| 期間 | 期間      | 月             | 火        | 水・木    | 金             | 月         | 火                | 水                | 木        | 金        |
| --- | --------- | -------------- | --------- | --------- | -------------- | ---------- | ----------------- | ----------------- | --------- | --------- |
| 2001.4.2 | 2003.3.29 | 三宅正治1      | 三宅正治1 | 三宅正治1 | 三宅正治1      | 内田恭子   | 梅津弥英子        | 内田恭子          | 安藤幸代  | 内田恭子2 |
| 2003.3.31 | 2004.3.27 | 三宅正治1      | 三宅正治1 | 三宅正治1 | 三宅正治1      | 内田恭子2  | 内田恭子2         | 内田恭子2         | 内田恭子2 | 本田朋子  |
| 2004.3.29 | 2005.4.2  | 三宅正治1      | 三宅正治1 | 三宅正治1 | 三宅正治1      | 内田恭子2  | 内田恭子2         | 内田恭子2         | 内田恭子2 | 内田恭子2 |
| 2005.4.4 | 2006.4.1  | ジョン・カビラ | 三宅正治  | 三宅正治  | 三宅正治       | 内田恭子2  | 内田恭子2         | 内田恭子2         | 内田恭子2 | 内田恭子2 |
| 2006.4.3 | 2006.9.30 | ジョン・カビラ | 三宅正治  | 三宅正治  | 三宅正治       | 平井理央2  | 平井理央2         | 平井理央2         | 平井理央2 | 平井理央2 |
| 2006.10.2 | 2007.9.29 | 三宅正治       | 三宅正治  | 三宅正治  | 三宅正治       | 平井理央2  | 平井理央2         | 平井理央2         | 平井理央2 | 平井理央2 |
| 2007.10.1 | 2008.3.29 | 三宅正治       | 三宅正治  | 三宅正治  | F・ダバディー3 | 平井理央2  | 平井理央2         | 平井理央2         | 平井理央2 | 平井理央2 |
| 2008.3.31 | 2009.3.28 | 三宅正治       | 三宅正治  | 三宅正治  | 三宅正治       | 本田朋子   | 本田朋子          | 平井理央 本田朋子 | 平井理央2 | 平井理央2 |
| 2009.3.30 | 2010.3.27 | 三宅正治       | 三宅正治  | 三宅正治  | 三宅正治       | 本田朋子   | 平井理央          | 平井理央 本田朋子 | 平井理央2 | 平井理央2 |
| 2010.3.29 | 2011.3.26 | 三宅正治       | 三宅正治  | 三宅正治  | 田中大貴       | 本田朋子   | 平井理央 松村未央 | 平井理央 本田朋子 | 平井理央  | 本田朋子  |
| 2011.3.28 | 2012.3.31 | 西岡孝洋       | 西岡孝洋  | 西岡孝洋  | 西岡孝洋       | 本田朋子   | 平井理央          | 平井理央          | 平井理央  | 本田朋子  |
| 2012.4.2 | 2012.9.29 | 西岡孝洋       | 西岡孝洋  | 西岡孝洋  | 西岡孝洋       | 本田朋子   | 平井理央          | 平井理央          | 平井理央  | 松村未央  |
| 2012.10.1 | 2013.3.23 | 西岡孝洋       | 西岡孝洋  | 西岡孝洋  | 西岡孝洋       | 本田朋子   | 宮澤智            | 宮澤智            | 宮澤智    | 松村未央  |
| 2013.3.25 | 2013.9.28 | 西岡孝洋4      | 西岡孝洋4 | 西岡孝洋4 | 田中大貴       | 本田朋子   | 宮澤智            | 宮澤智            | 宮澤智    | 松村未央  |
| 2013.9.30 | 2014.3.29 | 西岡孝洋4      | 西岡孝洋4 | 西岡孝洋4 | 田中大貴       | 内田嶺衣奈 | 宮澤智            | 宮澤智            | 宮澤智    | 宮澤智    |
| 2014.3.31 | 2015.3.28 | 西岡孝洋4      | 西岡孝洋4 | 西岡孝洋4 | 田中大貴       | 内田嶺衣奈 | 内田嶺衣奈        | 宮澤智            | 宮澤智    | 宮澤智    |
| 2015.3.30 | 2016.4.2  | 中村光宏6      | 中村光宏6 | 田中大貴5 | 田中大貴5      | 内田嶺衣奈 | 内田嶺衣奈        | 宮澤智            | 宮澤智    | 宮澤智    |
| - 1 『プロ野球ニュース』から続投。 - 2 同日の『笑っていいとも!』テレフォンアナウンサーを兼務（詳細は当該ページを参照）。 - 3 2005年4月から金曜日にレギュラー出演しているが、総合司会担当はこの時期のみとなった。 - 4 世界フィギュア中国大会中継参加のため2015年3月19日付放送分で卒業した。3月23日からの週は田中が代役を担当している。 - 5 『ユアタイム』も続投。 - 6 『めざましテレビ』を兼務。 |           |                |           |           |                |            |                   |                   |           |           |

土曜日・日曜日
| 期間 | 期間       | 男性                     | 男性               | 女性               | 女性               |
| 期間 | 期間       | 土                       | 日                 | 土                 | 日                 |
| --- | ---------- | ------------------------ | ------------------ | ------------------ | ------------------ |
| 2001.4.1 | 2003.3.30  | 佐野瑞樹                 | 佐野瑞樹 谷沢健一1 | 内田恭子           | （不在）           |
| 2003.4.6 | 2004.3.28  | （不在）                 | 渡辺和洋           | 内田恭子           | 相沢礼子           |
| 2004.4.4 | 2004.9.27  | ケイン・コスギ 渡辺和洋2 | 渡辺和洋           | 中村仁美3          | 中村仁美3          |
| 2004.10.3 | 2005.3.27  | ジョン・カビラ           | （不在）           | 中村仁美3          | 中村仁美3          |
| 2005.4.3 | 2006.10.2  | ジョン・カビラ           | （不在）           | 高樹千佳子2        | 高樹千佳子2        |
| 2006.10.8 | 2007.9.30  | 佐野瑞樹                 | （不在）           | 本田朋子           | 本田朋子           |
| 2007.10.7 | 2008.3.30  | 三宅正治                 | （不在）           | 本田朋子           | 本田朋子           |
| 2008.4.6 | 2009.3.29  | 渡辺和洋                 | 渡辺和洋           | 平井理央 本田朋子  | 平井理央           |
| 2009.4.5 | 2010.3.28  | 国分太一4 田中大貴       | 田中大貴           | 平井理央 本田朋子  | 本田朋子           |
| 2010.4.4 | 2011.3.27  | 国分太一4 田中大貴       | 田中大貴           | 平井理央5 本田朋子 | 平井理央5 本田朋子 |
| 2011.4.3 | 2012.4.1   | 国分太一4                | 田中大貴           | 本田朋子           | 松村未央           |
| 2012.4.8 | 2013.9.29  | 国分太一4                | 田中大貴           | 本田朋子           | 本田朋子           |
| 2013.10.6 | 2014.3.30  | 国分太一4                | 田中大貴           | 本田朋子           | 内田嶺衣奈         |
| 2014.4.6 | 2014.12.28 | 国分太一4 中村光宏6      | 田中大貴           | 宮澤智6・7         | 宮澤智 内田嶺衣奈  |
| 2015.1.11 | 2016.3.27  | 中村光宏7                | 田中大貴           | 宮澤智6・7         | 宮澤智 内田嶺衣奈  |
| 2016.4.2 | 2024.3.24  | （放送なし）             | （放送なし）       | （放送なし）       | （放送なし）       |
| 2024.3.31 | 現在       | 榎並大二郎               | 榎並大二郎         | 松﨑涼佳8・9・10   | 佐久間みなみ8      |
| - 1 スポーツ中継の都合で『EZ!TV』の放送時間が短縮される場合は出演しない。 - 2 『めざましどようび』を兼務。 - 3 『感動ファクトリー・すぽると!&ニュース』ニュースコーナーを兼務。 - 4 「土曜すぽると！編集長」として出演。 - 5 スポーツ中継の都合で放送時間が短縮される場合、出演しなかった（詳細は後述）。 - 6 「サブキャスター」として出演（宮澤は2014年12月28日まで）。 - 7 『スポーツLIFE HERO'S』も続投。 - 8 『S-PARK』から続投。 - 9 『ぽかぽか』を兼務。 - 10 『サン!シャイン』を兼務。 |            |                          |                    |                    |                    |

αすぽると（平日）
| 2024.4.1                                           | 現在 | 榎並大二郎 | 松﨑涼佳1・2 | 佐久間みなみ | 榎並大二郎 |
| - 1 『ぽかぽか』を兼務 - 2 『サン!シャイン』を兼務 |      |            |              |              |            |

すぽると!onTVer
| 2024.3.28 | 2024.5.17 | 海老原優香2・7    | 黒瀬翔生     | 大川立樹3・4 | 松﨑涼佳1    | 黒瀬翔生       | 海老原優香2    | 本田真凜（隔週） | 石井一久     | 黒嵜菜々子   | 岩隈久志(隔週) | （なし）     | 石井一久     | （なし）     |
| 2024.5.18 | 2024.7.14 | 海老原優香2・7    | 東中健5・6   | 大川立樹3・4 | 松﨑涼佳1    | 海老原優香2・6 | 海老原優香2・6 | 本田真凜（隔週） | 石井一久     | 黒嵜菜々子   | 岩隈久志(隔週) | （なし）     | （なし）     | 石井一久     |
| 2024.7.15 | 2024.9.29 | 海老原優香2・7    | 黒瀬翔生     | 大川立樹3・4 | 松﨑涼佳1    | 黒瀬翔生       | 海老原優香2    | 本田真凜（隔週） | 石井一久     | 黒嵜菜々子   | 岩隈久志(隔週) | （なし）     | （なし）     | 石井一久     |
| 2024.9.30 | 2024.11.3 | 海老原優香2・7    | 黒瀬翔生     | 大川立樹3・4 | 松﨑涼佳1    | 黒瀬翔生       | （週替わり）   | 本田真凜（隔週） | 石井一久     | 黒嵜菜々子   | 岩隈久志(隔週) | （なし）     | （なし）     | 石井一久     |
| 2024.11.4 | 2025.3    | 東中健5 宮本真綾5 | （放送なし） | （放送なし） | （放送なし） | （放送なし）   | （放送なし）   | 石井一久         | （放送なし） | （放送なし） | （放送なし）   | （放送なし） | （放送なし） | （放送なし） |
| - 1 『ぽかぽか』を兼務 - 2 『FNN Live News α』を兼務 - 3 『めざましどようび』を兼務 - 4 『めざましテレビ』を兼務 - 5 『Live News イット!』を兼務 - 6 黒瀬が2ヶ月間育児休暇を取得したための代行 - 7 『プライムオンラインTODAY』を兼務 |           |                   |              |              |              |                |                |                  |              |              |                |              |              |              |

マンデーフットボール on TVer  

#### 2024年11月4日配信分～2025年3月配信分
| 曜日         | 月曜     |
| ------------ | -------- |
| キャスター   | 青嶋達也 |
| マネージャー | 本田真凜 |

備考
- 『すぽるとonTVer』後の19:00〜スタートし、青嶋と本田の2人で担当。本田が不在の場合は、別の解説者がマネージャーとして代行する。

#### 代役
キャスターが取材や休暇で出演できない場合は、基本的には他の曜日を担当するアナウンサーが代役を務めるが、下記の通り、レギュラー以外の人物が代役を務めたこともあった。
【第1期】
男性
週末をフリーキャスターが担当した時期は、三宅の不在時は以下の体制で放送した。
- 2004年10月 - 2006年3月 ： 男性コメンテーターがメインキャスター席に座り、女性キャスターのパートナー役を務めた。
- 2006年4月 - 2006年9月 ： 平井・本田両の女性2人体制（2010年4月 - 2011年3月にまれに三宅・田中がともに不在の場合は、女性2人体制で放送することがあった）。

西岡不在時
- 2012年8月、9月11日 - 9月14日：佐野瑞樹または田中大貴が務めた（8月は、ロンドンオリンピック実況や取材のため。佐野は、2006年10月から2007年9月まで土曜日の担当をしていたため、約5年ぶりの出演。）。
- 2013年6月11日 - : 中村光宏（FIFAコンフェデレーションズカップ取材のため。）
- 2014年6月・7月・10月 : 日により中村、田中がローテーション出演（2014 FIFAワールドカップ、2014世界体操選手権取材・実況による）

女性
- 2001年4月 - 2003年3月 ： 他の曜日を担当するアナウンサーが代役を務めた。
- 2003年4月 - 2008年3月 ： 内田（恭）→平井の代役を新人アナウンサーが務めた（主に夏休みの1週間。中村は内田の代役を務めていない）。
- 2008年4月 - 2009年3月 ： 平井・本田両のツープラトン体制になったことで、片方が出演できない場合はもう片方が代役を務める形となった。
- 2009年4月 - 2010年3月 ： 平井が日曜夜の『サキヨミLIVE』→『情報エンタメLIVE ジャーナる!』を担当したため代役のやりくりが難しくなり、取材や夏休みで平井・本田が両方とも出演できない場合は松村が代役を務めた（レギュラー着任前より）。
- 2010年4月 - ： 平井の代役を新人の山﨑夕貴と細貝沙羅が、本田の代役を松村と山崎が務めた。それぞれ女性アナウンサー2人体制の日は代役が立たなかった。
- 2011年 - ： 平井の代役を新人の三田友梨佳が、本田の代役を竹内が務めた（竹内はのちに金曜すぽると!のコーナー担当としてレギュラー出演を開始。）。
- 2012年8月 ： 本田不在時は、平井または松村が務めた（ロンドンオリンピック取材のためだが、現地から中継で出演した。）。
- 2012年9月23日、24日：本田の代役を北村花絵（テレビ静岡）が務めた。
- 2013年8月28日：宮澤の代役を内田（嶺）が務めた（宮澤は、バレーボールワールドグランプリの取材で北海道文化放送から中継で出演のため。2013年10月より正式にレギュラー出演者に）。
- 2014年10月：宮澤が2014世界体操選手権取材（現地から生出演でレポートを入れた）のため、10月8日 - 9日の放送で松村が担当。

【第2期】
- 2024年7月 - 8月：佐久間・榎並がパリオリンピックの現地キャスターのため、期間中は下記のアナウンサーが曜日ごとに担当。
  - 月曜日：海老原優香
  - 火曜日：黒瀬翔生
  - 水曜日：大川立樹
  - 木曜日・金曜日：松﨑涼佳
  - 土曜日・日曜日：松﨑涼佳・黒瀬翔生（松﨑単独の日もあり）
- 2024年9月13日 - 17日：榎並が夏休みのため、13日・15日は松﨑、14日は佐久間、16日・17日は黒瀬翔生が代行。

### 第2期（2024年4月以降）のレギュラー出演者

#### 競技別コメンテーター
日曜日に関しては2024年5月まではレギュラーコメンテーターである岩隈・内川・小野の3名のうち1名がスタジオ出演していたが、2024年6月に鳥谷が途中加入し、また、下記レギュラーコメンテーター以外にもゲストコメンテーターが随時出演する。なお、小野のみスタジオ出演でない場合はVTRで出演する。ゲストコメンテーターについても、2025年以降はプロ野球・サッカーのOB選手に限定せず、プロ野球やサッカー好きの芸能人が出演する場合もある。

##### プロ野球・MLB
土曜レギュラー
藤川降板のため、レギュラー解説者は現在不在となり、週替わりで日曜レギュラーやゲストコメンテーターが出演する。
日曜レギュラー
- 岩隈久志（地上波出演に加え、2024年は『すぽると！on TVer』にも隔週木曜に出演した。）
- 内川聖一（藤川の土曜レギュラー降板に伴い、不定期に土曜にも出演している。）
- 鳥谷敬（『プロ野球ニュース』解説者兼任[19]。初出演は2024年6月2日。その後も数回出演し、2024年8月11日放送分で、正式に当番組のプロ野球解説者として紹介され、また2024年9月22日放送分のEPG番組表からレギュラー解説者として鳥谷の名前も記載されることとなった。）
- 糸井嘉男（2024年6月からゲストコメンテーターとして不定期に出演していたが、2025年3月16日放送分にて、正式に当番組のプロ野球解説者として紹介された）

2024年5月までは基本的に岩隈・内川のどちらか1名の交互出演で、実質的にそれぞれ隔週出演になっていたが、2024年6月以降、鳥谷の加入や随時ゲストコメンテーターも迎えるようになったため、実質的に月1回の出演に減少となった。2024年6月以降は岩隈・内川・鳥谷が1週ずつ、残りの1週はゲストコメンテーターの出演というローテーションが基本となっており、月1回はゲストコメンテーターの出演となっている。2025年4月以降は岩隈の出演が激減しており、内川・鳥谷が1週ずつ、残りの2週がゲストコメンテーターの出演となり、ゲストコメンテーターの出演頻度が増えている。
2024年の『すぽると！on TVer』のみのレギュラー出演（なお、ゲストコメンテーターとして地上波放送にも出演する場合あり）
- 石井一久（第1期から唯一の継続出演者。配信開始当初は火・土曜のレギュラーであったが、2024年5月19日配信分より、火・日曜のレギュラー解説となる。また、地上波放送にはゲストコメンテーターとして2024年11月3日[21]にスタジオ出演した。）
- 杉谷拳士（金曜日に月1～2回の不定期出演。また、地上波放送にもゲストコメンテーターとして、2024年10月5日にVTR出演、翌10月6日にスタジオ出演を行った。）

上記全員、フリー契約となり、フジテレビ専属でもニッポン放送の専属でもない。また、鳥谷を除いて、CSで放送されている『プロ野球ニュース』にも出演しない。第1期のレギュラー野球解説者にはフジテレビ専属解説者が最低1名はおり、またフジテレビ専属ではなくても、ラジオではニッポン放送専属解説者が最低1名は在籍していた。なお、石井は第1期レギュラー時はフジテレビ・ニッポン放送の専属解説者であった。なお、2025年以降はフジテレビ・ニッポン放送専属解説者や鳥谷以外のプロ野球ニュース解説者もゲストコメンテーターとして迎えるようになっている。
内川は日曜日にNHK総合テレビジョン『サンデースポーツ』の週替わりコメンテーターを随時担当しているため、それとの重複をしない範疇で参加する。
2024年4月6日にフジテレビ・カンテレに向けて放送された『野球道』「ヤクルト対阪神」では、当番組のキャスター陣と岩隈が出演しステレオ2副音声の実況（16:00以後のBSフジリレー、並びにカンテレとの同時放送以後は岩隈もメイン解説席に移り、鳥谷敬と共演）を行った。

##### サッカー
- 小野伸二（日曜コーナー『SUNDAY FOOTBALL』を担当し、スタジオもしくはVTRで出演する。また、姉妹番組の『MONDAY FOOTBALL みんなのJ』の解説者としても出演。）

2024年のサッカー解説者はほぼ小野で固定されていたが、2025年以降はプロ野球同様に小野だけでなく、随時ゲストコメンテーターを迎えている。

##### 過去の出演者
- 藤川球児（2024年のみで、基本的には隔週土曜出演。前番組『S-PARK』から継続出演。『S-PARK』出演時は日曜レギュラーであった。2025年より阪神タイガース監督就任のため降板。）

2024年の土曜日に関してはレギュラーコメンテーターは藤川のみで、毎週の出演ではないため、隔週で解説者不在、MCのみの出演になっていた。

### 第1期（2016年3月まで）のレギュラー出演者
以下は番組コメンテーター（兼・競技別の速報・企画コーナーのナビゲーター）を中心に記載している。

#### 競技別コメンテーター

##### プロ野球・MLB
フジテレビ専属
- 江本孟紀（2015年4月 - 金曜レギュラー野球解説者（2010年度以来の金曜レギュラー復帰）。2011年4月 - 2015年3月までは土曜レギュラー野球解説者。参議院選挙出馬期間は出演を見送っていた。ニッポン放送解説者兼）※2016年からプロ野球ニュース（フジテレビONE）に出演。
- 高木豊（2014年より復帰。2015年度より火曜 - 木曜、及び土曜に出演。2001年・2012年・2013年は横浜DeNAベイスターズコーチ）※プロ野球ニュース（フジテレビONE）兼任。
- 石井一久（2014年より加入。4月より日曜レギュラー野球解説者。2014年度は「SUNDAY MAJOR」も担当。ニッポン放送解説者兼）※『スポーツLIFE HERO'S』でも続投。『ユアタイム』内のスポーツニュースコーナー「ユアタイムスポーツ」にも、週に1回のペースで登場。

他局契約・フリー
- 野村弘樹（2011年4月 - レギュラー野球解説者。2015年度より火曜 - 木曜、及び土曜に出演。2012年のみ日曜レギュラー。ラジオではニッポン放送専属解説者）
- 立浪和義（同上 2015年度より火曜 - 木曜、及び土曜に出演。日本テレビ放送網・中京テレビ放送解説者、他在名各局ゲスト解説者兼）
- 仁志敏久（同上 ラジオでは文化放送専属解説者[注 18]）

※以上6名がレギュラー解説者である。
フジテレビ系列局専属
- 山内泰幸（2015年より加入。広島主催ゲームの担当。火曜 - 木曜、及び土曜に出演。テレビ新広島解説者。）

※上記解説者は「MATCH OF THE DAY」「SPORTリサーチ」が首都圏以外の試合において出演した。原則として系列局のスタジオに出演し、1名での単独出演、及びフジテレビのスタジオ出演はなかった。
MLBコーナー専任
- AKI猪瀬（2012年4月 - MLBコーナー担当〈2012年4月 - 2014年3月まで:火曜「CRAZE FOR MLB」→2014年4月 - 2015年3月まで:日曜「SUNDAY MAJOR」→2015年4月 - :木曜「MLB COUNT DOWN」〉）

備考
- すぽると開始初年度（2001年）より継続して出演した解説者は江本のみ[注 19] であった。2015年度はペナントレース中は江本は金曜、石井は日曜レギュラーで、それ以外の解説者は火 - 木曜、及び土曜に順次1名ずつの出演。稀に2名出演することがあった。高木のみ『プロ野球ニュース』にも出演するが、それ以外の解説者は当番組のみの出演。また他系列契約・フリーの3名については『プロ野球ニュース』には出演しないが、『enjoy! Baseball』、『SWALLOWS BASEBALL L!VE』には解説者として登場した。
- 2015年は地方系列局発の中継での速報を入れる回（特に平日にUEFAチャンピオンズリーグ、Jリーグカップなど、他のスポーツイベントとの重複が少なく、「MATCH OF THE DAY」を2本立てで放送する場合）があり、その場合は以前のように地方各系列局の解説者がその試合のナビゲートを担当することもあった。
- MLBコーナーは猪瀬のほか、プロ野球解説者も進行・コメンテーターを兼任した。
- 11月-1月のプロ野球オフシーズンは、火曜日-木曜日は日によってコメンテーターなし（MC2名のみ）で進行する日もあった。

##### サッカー
男子（Jリーグ、欧州サッカー、日本代表）担当
- 清水秀彦（2012年5月 - 。月曜「MONDAY FOOTBALL」担当）
- 永島昭浩（2014年4月 - 。月曜「MONDAY FOOTBALL」担当。2014年4月より復帰。当番組から離れていた時期は、『FNNスーパーニュース』→『FNNスーパーニュースWEEKEND』のスポーツコーナーを担当<復帰後も出演中>。）
- 宮本恒靖（月曜「MONDAY FOOTBALL」担当）※2016年からガンバ大阪ユース監督。2017年からガンバ大阪U-23監督。2018年7月からガンバ大阪監督。
- 山口素弘（2009年 - 2012年3月、2015年3月より土曜レギュラーサッカー解説者に復帰。）

なでしこジャパン担当
- 大竹七未（元日テレ・ベレーザ）
- 日々野真理（スポーツキャスター、中継先から出演）
- 野田朱美（元日テレ・ベレーザ、サッカー解説者、中継先から出演）
- 山郷のぞみ（元ASエルフェン埼玉）

その他
- フローラン・ダバディー（2010年4月 - 月曜「WORLD QUEST」レポーター、2005年4月から2010年3月までは金曜「WORLD SPORT」担当）

##### バレーボール
元選手・指導者
- 柳本晶一（2010年より加入、2011年はメイン解説者として男子・女子双方の試合を担当）
- 大山加奈（2011年より加入、女子バレー解説）
- 加藤陽一（2011年より加入、男子バレー解説）
- 吉原知子（2012年より加入、女子バレー解説）
- 竹下佳江（2013年より加入、女子バレー解説）

その他
- 徳井義実（チュートリアル）（2015年1月より「ワールドカップバレーへの道 つないだ先にリオがある」にVTR出演。2010年4月 - 2011年3月 金曜レギュラーコメンテーター。2011年4月 - 2011年11月ごろまで、日曜の『ジョージア魂賞』のナビゲーターを担当。）
- 逢沢りな（2015年1月より「ワールドカップバレーへの道 つないだ先にリオがある」にVTR出演。）

##### フィギュアスケート
- 荒川静香
- 八木沼純子
- 本田武史
- 中野友加里（現役引退後、フジテレビ社員として勤務しスポーツ局記者・アシスタントディレクターとなった2012年以後フィギュアスケート専属のレポーターとして全日本選手権、世界選手権の時期を中心に出演。）

##### その他の種目
- 田中理恵（2013年10月 - 2015年3月=金曜<基本隔週>、2015年4月 - =不定期出演「Real Venus」ナビゲーター）
- 吉田秀彦（柔道）
- 山口香（柔道）
- 谷本歩実（柔道 2011年より加入。谷本の加入以後は主に谷本が出演していた。）
- 戸張捷（ゴルフ 毎年「フジサンケイクラシック」のレポートを担当。）

### 過去のレギュラー出演者

#### 競技別コメンテーター・アナウンサー（過去）

##### 試合結果・報告アナウンサー（過去）
- 塩原恒夫（主にF1での現地リポートが中心）
- 吉田伸男（同上）
- 伊藤利尋（同上）
- 竹下陽平（同上）
- 森昭一郎（同上）
- 安藤幸代（主に宮里藍が出場するゴルフ大会のリポート）
- 青嶋達也（2010年FIFAワールドカップ現地取材アナウンサーとして出演 2011年からナレーター）
- 渡辺和洋（2010年FIFAワールドカップ現地取材アナウンサーとして出演）

備考
最近の放送では試合結果は原則ナレーターが伝えることになっているため、キャスター以外で定期的に出演するフジテレビアナウンサーは青嶋だけであった。

##### 競技別コメンテーター（過去）

###### プロ野球・MLB（過去）
フジテレビ専属解説者
☆=現在はCSの『プロ野球ニュース』解説者（特記事項がある場合は曜日別MCも担当）として出演。
- 関根潤三（☆=2011年度土曜、2012年度日曜MC。2013年度以後は高齢となったため日曜準レギュラーのみ。ニッポン放送解説者兼。すぽるとレギュラー解説者としての出演は2001年 - 2008年まで。）
- 谷沢健一（☆=2003年度金曜、2004年度 - 2005年度月曜、2006年度 - 2015年度木曜、2016年度 - 現在水曜MC。東海テレビ・ラジオ解説者兼。すぽるとレギュラー解説者としての出演は2001年 - 2008年まで。）
- 平松政次（☆=2003年度 - 2007年度・2009年 - 2012年火曜、2008年度・2013年度 - 2015年度水曜、2016年度 - 現在日曜MC。すぽるとレギュラー解説者としての出演は2001年 - 2008年まで。）
- 大矢明彦（☆=2003年度月曜、2004年度 - 2006年度・2012年度 - 2015年度金曜、2016年度 - 現在木曜MC。ニッポン放送解説者兼。すぽるとレギュラー解説者としての出演は2001年 - 2006年まで。）
- 金村義明（☆=2009年度 - 2012年度水曜、2013年度 - 現在火曜MC。カンテレ、MBSラジオ解説者兼。すぽるとレギュラー解説者としての出演は2001年 - 2007年まで。）
- 斉藤明夫（☆。すぽるとレギュラー解説者としての出演は2001年 - 2006年まで。）
- 池山隆寛（2003年 - 2004年土曜レギュラー。現：東京ヤクルトスワローズニ軍監督）
- デーブ大久保（大久保博元）（☆。すぽるとレギュラー解説者としての出演は2001年 - 2007年まで。）
- 加藤博一（2001年 - 2007年）
- 斎藤雅樹（2004年 - 2005年）
- 若松勉（2006年 - 2008年。現：ニッポン放送、北海道文化放送、フジテレビONE解説者）

他局契約・フリー
- 高津臣吾（2011年、2012年は火曜レギュラースタジオ解説者、2013年は曜日不問。現：東京ヤクルトスワローズ監督）※2012年まではベースボールチャレンジリーグ・新潟アルビレックスBC監督[注 21] 兼投手と兼務。

フジテレビ系列局解説者
- 鈴木孝政（2001年 - 2003年。東海テレビ・ラジオ解説者）
- 田尾安志（☆=2003年度 - 2004年度水曜MC。カンテレ・ニッポン放送解説者。すぽるとレギュラー解説者としての出演は2001年 - 2004年、2006年 - 2008年までと2012年。）
- 大石大二郎（2001年 - 2002年。担当当時カンテレ解説者、日刊スポーツ評論家）
- 村田辰美（2001年 - 2002年。担当当時カンテレ・ラジオ大阪解説者。現：デイリースポーツ野球評論家）
- 星野伸之（2003年 - 2005年。担当当時カンテレ解説者）
- 池田親興（☆。テレビ西日本解説者。すぽるとレギュラー解説者としての出演は2001年 - 2008年までと2012年。）
- 達川光男（☆。すぽるとレギュラー解説者としての出演は2001年 - 2002年、2004年 - 2008年までと2012年。担当当時テレビ新広島・ニッポン放送解説者）
- 片岡篤史（2007年 - 2008年までと2015年。担当当時カンテレ、北海道文化放送解説者兼。現：中日ドラゴンズニ軍監督）

MLBコーナー専任
- 福島良一（現在はTBSのMLB解説者）
- ブレイク・クロフォード（2003年）
- マリーク・コールマン（2004年）

備考
- 2007年までは上記解説者も頻繁に出演していたが、2008年以降は江本・高木（2013年度は江本・高津・立浪・野村・仁志）をメイン解説者としてほぼ固定にしたため、ペナントレース開始直前恒例の順位予想企画に上記解説者の順位予想についてテロップで公開されている程度で出演は殆どなかった。
- 2001年度は前番組同様、毎日2 - 3名の解説者をスタジオに呼んでいた。原則として1試合に解説者1名が担当するが、シーズン終盤の首位攻防戦のような重要な試合では、場合によっては1試合に3名の解説者という形式もあった。
- 2002年度 - 2004年度は日替わりで毎日1名だけの解説者出演となり、解説者が担当する試合も専ら巨人戦ばかりとなっていたため、この時期が最も巨人偏向が強かった。この頃までは前番組をある程度引き継ぐ形で、試合報告は解説者とアナウンサーのペアで伝えていた。
- 2002年は日本シリーズの特別解説者としてフジテレビ専属解説者は一切起用せず、テレビ朝日解説者を前年で外れた落合博満を起用した。しかし、2003年以降からフジテレビ専属解説者以外の出演はしばらくの間、途絶えることとなった。
- 2005年からはこの形式が大幅にリニューアルされた。スタジオに解説者が出演するのは土日のみとなり、平日は毎日2 - 3試合程度（当初は6試合全て）、解説者はスタジオからではなく、試合終了後の球場からのVTRリポートの形式での出演に切り替わったため、試合経過を伝えるアナウンサーの出演がなくなった。このような形式となったため、これまでの巨人偏向は弱まり、各チームの試合を比較的平等に扱うようになった。また、試合結果の表示は試合映像の最後に同一画面の下部に表示されることとなった。
- 2008年度から週末のスタジオ解説者制が廃止され、平日のVTRリポートも1週間に1 - 2試合程度に激減。尚、これまで6試合全て試合結果のスコア表示はランニングスコアにて表示されていたが、本年よりランニングスコアで表示されるのは原則「MATCH OF THE DAY」で取り上げられた試合1試合のみとなった。
- 2009年度からは野球の扱いが一段と低くなり、VTRリポートは月に1 - 2試合程度に更に激減し、出演解説者は江本・高木のみとなった。江本・高木以外の解説者は、スポーツニュースの出演においてはCSに移行した『プロ野球ニュース』のみとなり、この年より高木を除き当番組と『プロ野球ニュース』に出演する解説者が、棲み分けされることとなった。CS版の『プロ野球ニュース』では江本はキャスター・解説を含めて開始当初から一切出演していなかった。
- 2008年から2011年まではすぽるとのメイン野球解説者は高木となっており、オールスターや日本シリーズといった大一番の解説は原則高木が担当していた。
- 2008年に一時撤廃されていた毎週のスタジオ解説者制が2010年度から復活し、高木が火曜・土曜、江本が金曜のレギュラースタジオ解説者となった。また、試合終了後VTRリポートについては解説者では前年度と同様に江本もしくは高木が月に1 - 2試合程度の頻度で担当するが、解説者だけでなくキャスター陣も担当することとなった。特に週末の試合ではほぼ毎週国分と田中が行うようになったため、キャスター陣がVTRリポートの主担当となった。
- 2010年4月7日に巨人の木村拓也コーチの死去による追悼企画で達川が久々にすぽるとに出演した。
- 2011年度よりすぽるとの新レギュラー野球解説者として、高津、立浪、野村、仁志の4名が加入。高津以外は曜日固定ではなく、水〜金曜に順次1名ずつの出演となった[注 22]。ただし、高津が火曜に出演できない場合は、立浪、野村、仁志の3名のうち1名が火曜にも出演した。高津以外の3名については、2011年においては基本的に立浪が週2回、野村・仁志は基本的に隔週出演となっていた。この4名はフジテレビ専属解説者ではなく、フジテレビ専属解説者以外をレギュラー野球解説者として起用するのはすぽるととしては初めての試み[注 23] である（ただし、前述のようにレギュラーではないが、日本シリーズの特別解説者としてフジテレビ専属でない落合を起用していたケースあり）。試合終了後のVTRリポートについては、野球解説者では主に高木が週1 - 2試合程度の頻度で担当した。また、前年に続き週末キャスターの国分や田中もほぼ毎週担当していた。更に平日開催の日本シリーズではスタジオ解説者は2名体制となり、レギュラーシーズンでは火曜以外の出演がなかった高津が別の曜日にも出演。

なお、この頃より始まったフジテレビ専属解説者でないフリー契約の解説者をレギュラーとして積極的に起用する方針は、2024年4月より再開した第2期で更に推進されており、第2期再開時において、レギュラー解説者は全員フリー契約であり、フジテレビ専属解説者を起用していない。
- 更に2011年度より試合結果表示が6試合全てランニングスコア表示に戻った。2005年以降は試合結果表示は試合映像の最後に同一画面で画面下部に表示されていたが2004年以前のスタイルに戻し、試合結果表示は試合映像の画面と分けられ、1画面で表示される（日曜の短縮版など、まれに時間の都合上ランニングテーブルが出ず、映像末尾に簡易表示<合計スコア・勝利・敗戦投手など>を出すことがあった）。試合映像では勝負の分かれ目となった局面においては画面右下にカウントと塁上のランナー表示[注 24] を挿入するようになった。また、『プロ野球ニュース』では『今日のホームラン』に相当する『今日の勝利投手』というコーナーが新設された。
- 2011年7月22日、当時ヤクルトの監督だった小川淳司の特集で関根が約3年ぶりにVTRにて出演した。ちなみに同特集でかつてのフジテレビ専属解説者である若松もVTRで出演した。
- 2012年は基本的な構成は前年とほぼ同一であるものの、2009年以降2011年までは野球解説者による試合後VTRリポートは原則として高木のみが担当していたが、高木が抜けたことにより2012年より前年はスタジオ解説のみだった高津・立浪・野村・仁志の4名が原則としてスタジオ出演日に試合後VTRリポートも併せて行うこととなった[注 25] 。解説者がVTRリポートを行う試合においては当日の解説者と西岡でかつてのプロ野球ニュース形式で試合を伝えた。また、系列局を兼任する達川・田尾・池田の3名が不定期出演ではあるが解説者に復帰した。高津は前年度から引き続き原則として火曜のレギュラー解説者であるが、火曜だけでなく、水 - 金曜日にも出演することがあった。高木がレギュラーを務めていた日曜はチームメイトであった野村が引き継いだ。野村も高津同様、日曜だけでなく、水 - 金曜日にも出演した。また、レギュラー解説者5名には各自のコーナーが設けられることになった。コーナー名はそれぞれ、江本は「江本に言わせろ」、高津は「タカツノミカタ」、野村は「匠の心」、立浪は「匠の技」、仁志は「仁志の目」。コーナー名は異なるものの趣旨については全て共通で、放送日当日に行われた最も注目度の高い試合（原則としてプロ野球ニュース形式で伝えた試合）から、解説者が注目した選手もしくはプレーを徹底解説した。
- 2012年のシーズンはオールスター、クライマックスシリーズ、日本シリーズと言った重要な試合では特に野村を重用しており、実際にフジテレビ系列で生中継されたオールスター第3戦では実況席解説を担当。また日本シリーズでは解説者が連日2名ずつ出演するが、レギュラー解説者では野村のみ唯一全試合の解説を担当し、野村＋その他のレギュラー解説者が日替わりで1名出演となった。
- 2013年も基本的な構成は2011年以降ほぼ同一であるものの、メインで取り上げる試合については2010年まで主にプロ野球で行われていた「MATCH OF THE DAY」というタイトルをつけて取り上げる形式に戻した。「MATCH OF THE DAY」で取り上げられる試合はプロ野球ニュース形式で伝えられる。また、「江本に言わせろ」以外の解説者のコーナーは終了し、代わりに解説者が特に注目した試合を「データ」、「戦術」、「技術」、「選手」、「対決」の5つのキーワードが書いてあるボールの中から1つ選んで、徹底的に解説するコーナーを新設した（ただし、このコーナーにはタイトルが設けられていなかった）。
- 2014年は月 - 木曜の放送時間が20分に短縮されたため、詳細なスコアテーブル表示はしなくなった（後述参照）。また、「MATCH OF THE DAY」も廃止され、プロ野球ニュース形式での結果報告がなくなり、注目の1 - 2試合についてVTR終了後に解説者が勝負のポイントを述べる形式となった（これはほぼ2011年のスタイル）。
- 2015年度は月 - 木曜が30分、日曜も50分枠に延長されたため、その日の最も注目度の高い試合については平日は2年ぶりに復活した「MATCH OF THE DAY」として、土日は「SPORTリサーチ」のコーナー名でプロ野球ニュース形式で解説者とアナウンサーのペアでその試合を詳細に伝えた。また、一部試合ではその勝敗ポイントを選手に直撃取材する「追球取材」を新設させていた（後述）。

###### サッカー（過去）
- 風間八宏（2001年 - 2012年4月。主に月曜に出演。）
- 三浦淳寛（2013年1月 - 2014年12月。2014年4月-12月は土曜日にも出演。2015年からはTBSテレビ「スーパーサッカー」に出演。）
- 本並健治
- 川淵三郎
- 水内猛
- 中田英寿（2009年4月 - 2010年3月 月曜、月1回出演）
- 中村俊輔（2011年に不定期出演。UEFAチャンピオンズリーグ解説を担当）
- 藤田俊哉（元ジェフユナイテッド市原・千葉 2014年、エールディヴィジ（オランダ1部）のVVVフェンローコーチ着任のため離脱）

マンデーフットボール出演の現役Jリーガー（所属クラブは番組初出演時）
- 小野伸二（清水エスパルス）
- 阿部勇樹（浦和レッドダイヤモンズ）
- 関塚隆（ロンドン五輪U-23サッカー日本代表監督→サッカー解説者）
- 楢﨑正剛（名古屋グランパスエイト）
- 鈴木隆行（水戸ホーリーホック）

備考
- 2012年途中まで、フジテレビのサッカー関連番組（すぽると!、試合中継、CSフジテレビワンツーネクストを含む）は基本的に清水、風間、山口の3名体制だったが、後者2名がそれぞれシーズン途中からJリーグクラブの監督に就任したことで、レギュラーは清水1名のみとなった（但し後者2名は日本代表の試合があるときはゲスト出演することがある。これは代表戦が行われる場合はJ1リーグの試合が組まれていないためである）。
- 月曜の『MONDAY FOOTBALL』は、風間の降板後も引き続き継続することになり、風間の後任の解説者については清水を含め、週替わりのゲストコメンテーター（OBだけでなく、現役選手の出演もある）が務める。特に2012-13シーズンが始まった2012年8月以後は上記に示した現役Jリーガー5人が週代わりでコメンテーターとして参加するスタイルになった（但し、小野はこの直後にオーストラリアのウェスタン・シドニー・ワンダラーズFCに移籍し、シーズンがちょうど重なるため今後の出演頻度は減る。また上記5名の出演の都合がつかない場合は清水、藤田、三浦のいずれかか、さらにはゲスト解説者が担当する場合もある）。
- 2013年10月より、公式サイト上にて藤田と三浦の両名が正式にレギュラー解説者として表記されることとなった他、宮本、さらに2014年4月から永島もマンフトのナビゲーターとして出演することになり、このため上記現役Jリーガーの「マンフト」への出演も事実上自然消滅した。更に藤田も2014年8月からVVVフェンローのコーチ着任のため事実上降板となったため、同コーナーのレギュラーナビゲーターは、宮本、永島、清水の3人となったが、特に宮本と永島の出演頻度が多い。

###### バレーボール（過去）
- 中田久美（現・バレーボール日本女子代表監督）
- 益子直美
- 大林素子

三宅アナがメインMCであった2010年までは中田と益子が主に出演していたが、2011年からの大幅リニューアルの一環により2011年は柳本をメイン解説者として、その他に女子バレーは大山、男子バレーは加藤が出演している。

###### F1（過去）
2012年より地上波中継を撤退したため出演は無くなった。
- 片山右京
- 近藤真彦
- 鈴木亜久里（スーパーアグリF1チーム結成前まで。チーム結成後は解説者としてではなく、チーム監督としてゲスト扱いでの出演。）

###### 格闘技（過去）
かつてはK-1やPRIDEなどの異種格闘技戦をフジテレビ系地上波で頻繁に放送したことから、『ROYAL RING SIDE』という格闘技を取り上げるコーナー（主に水曜）があったため、下記解説者は頻繁に出演していたが同コーナー終了となって以降は出演していない。
- 角田信朗
- 高田延彦

#### その他のレギュラー出演者（過去）
- 明石家さんま（「感動ファクトリー」の時代に、すぽると!工場長として、土曜日に生出演もしくはVTR出演。）
- 仲根かすみ（2003年4月 - 2003年12月 土曜日レギュラーリポーター）
- 若槻千夏（2003年4月 - 2004年9月 土曜日レギュラーリポーター）
- 水野裕子（2008年11月 - 2010年3月 フィーチャリングすぽると!ナビゲーター）
- 潮田玲子（2009年 - 2011年3月 水曜「○○シオ」ナビゲーター。不定期出演）
- 中村アン（2010年4月 - 2011年3月 金曜レギュラーリポーター）
- マギー（2010年6月 - 2011年3月。月曜「THE CODE」リポーター）
- 竹内友佳[注 26]（2011年12月9日 - 2012年3月 金曜「POWER FOR VICTRY」担当。フジテレビアナウンサー）
- 末吉里花（「感動ファクトリー」時代『ROYAL RING SIDE』担当）
- 勅使河原由佳子（大学在学中の2001年に『FORMULA ZONE』のアシスタントを担当）
- 浅田舞（2010年4月 - 2010年12月ごろまで、日曜の『ジョージア魂賞』のナビゲーターとしてVTR出演）
- 片岡安祐美（2011年4月 - 2011年11月ごろまで、日曜の『ジョージア魂賞』のナビゲーターとしてVTR出演）
- 関根勤（2013年11月18日 - 2015年3月「夢見るすぽると」担当。VTR出演のみ。2014年3月までは平日、2014年4月より主に金曜日-日曜日に出演。）
- しかま（関根のマネジャー 同上）
- 中村静香（2014年4月 - 2015年3月  月曜「THE MAN OF THE CUP」ナビゲーター 当番組限定芸名「ボアソルチ静香」との二重名義）
- 武井壮（2013年10月 - 2014年12月=金曜<基本隔週>、2015年1月 - 2015年9月=土曜<毎週>「Real Beast」ナビゲーター）

##### すぽると☆ガールズ
『快感!SPORT』というスーパープレーを紹介するコーナーを日替わり（平日のみ）で担当していた（2013年3月29日 - 9月28日）。原則としてスタジオには出演せず、VTRのみの出演だった。
- 1号：内田理央
- 2号：細川小百合
- 3号：片貝樹
- 4号：ケリー・アン
- 5号：筧美和子
- 6号：水谷望愛

## レギュラーコーナー

### 第2期（2024年度）
- 土曜日：藤川が、日本プロ野球や、メジャーリーグベースボールの1週間の好プレーの解説、また前日（放送上当日）のNPB全試合の詳細な速報を伝える「SATURDAY BASEBALL」を中心に展開[22]。また前番組『S-PARK』の末期（2024年1月以後）から始まっていた「土曜日のキャンパス」というアスリートを取り上げたドキュメンタリーのコーナーも随時放送される[23]。
- 日曜日：キャプテンを務める千鳥がスポーツの現場取材をするコーナーをメインに、J1リーグやヨーロッパ主要リーグの日本人選手の直近の試合を振り返り、また主要ゲームにおける（こちらは日本人選手だけに非ず）好プレーなども厳選して紹介する「SUNDAY FOOTBALL」（進行：小野伸二）などで構成[24]。

また、フジテレビ系『2024年パリオリンピック』のスペシャルキャスターとなった石川佳純のナビゲートにより、パリオリンピックの注目選手を紹介する『FOCUS ON PARIS』もパリオリンピック開催までの間、随時放送される。
| コーナー名      | 放送曜日                 | 内容 |
| --------------- | ------------------------ | --- |
| 球児FOCUS       | 土曜日                   | 藤川がスタジオ出演した際に行われるコーナー。1週間の球界の出来事から藤川が気になったトピックについて深堀する。 |
| うまると        | GIレース開催前日の土曜日 | 競馬好き芸能人が翌日のGIレースの見どころを紹介するコーナー。 |
| SUNDAY FOOTBALL | 日曜日                   | 解説：小野伸二。こちらは原則として小野のスタジオ出演有無にかかわらず行われるコーナーで、スタジオ出演でない場合、小野はVTRで出演する。欧州サッカーを中心に、日本人選手の活躍等も交え、1週間のサッカー界を小野が振り返り、解説するコーナー。 |

### 2015年度
月 - 木曜は10分延長の30分、日曜も5分延長の50分番組（金曜は20分に短縮、土曜は現状維持）となることから、平日のプロ野球開催日のナイター速報をプチリニューアルし、その日の注目の1試合を取り上げる「MATCH OF THE DAY」（2年ぶり再開）に加え、その日行われた一部の試合で、その勝負を分けたプレーを、取材に訪れた解説者、キャスター、地元局のアナウンサーや球団担当記者がその当事者の選手に直撃インタビューして、自らでそれを振り返る「追球取材」のコーナーを新設する。なお、土日は「MATCH OF THE DAY」と同様の趣旨ながらコーナー名を「SPORTリサーチ」として詳細に伝える。
平日の「MATCH OF THE DAY」及び土日の「SPORTリサーチ」のコーナーでは『プロ野球ニュース』方式で解説者とアナウンサーのペアで詳細に伝える。更に解説者が2名以上出演する一部放送日の首都圏以外の地域で行われる試合について、1名は通常通りフジテレビのスタジオから、もう1名は試合が行われた系列局のスタジオか、試合会場を直接中継で結び、地元系列局のアナウンサーとで試合を伝える、地上波時代の『プロ野球ニュース』方式を復活させている。（解説者出演が1名の場合は首都圏以外の公式戦試合が「MATCH OF THE DAY」・「SPORTリサーチ」であってもフジテレビのスタジオから伝えられる）。AKI猪瀬進行のメジャーリーグベースボールを取り上げるコーナー「MLB Count Down」は木曜日に随時（特集する内容にもよるため必ずしも毎週ではない）行われる。
なお「MATCH OF THE DAY」（「SPORTリサーチ」）は基本的にはプロ野球から注目試合をセレクトするが、まれに他のスポーツイベントがそのコーナーの該当試合となる場合もある。特に、フジテレビが地上波民放独占で放映権を持つ「2015 FIFA女子ワールドカップ（特にサッカー女子日本代表にかかわるもの）」「2015年ワールドカップバレーボール」「世界柔道選手権大会」が行われる場合は、その試合・大会のハイライトに時間を割き（これも「プロ野球ニュース」方式に準じたもので伝える）、プロ野球を取り上げる時間が少なくなる場合がある。
また月曜日の「MONDAY FOOTBALL」では1年ぶりに「MONDAY SELECTION」（ヨーロッパ主要リーグゴール集）が再開するほか、土曜日を原則として放送するJリーグ速報のナビゲーターに、山口素弘が3年ぶりに復帰した（こちらは3月の開幕時から出演）。土・日では随時、同年夏に行われるワールドカップバレーボールに関連して、注目の選手や話題を取り上げる期間限定シリーズ企画「ワールドカップバレーへの道 つないだ先に、リオがある」（2015年1月から土曜日放送で開始 ナビゲーター・逢沢りな、徳井<基本VTR・ロケのみ出演 彼らは「バレーボール応援団」として出演>）を引き続き放送するほか、週末のスポーツイベントのヘッドラインニュース「すぽチュー!」を放送する。2014年度まで金曜に原則隔週で放送した「Real Venus/Beast」は、金曜日の放送が20分に短縮された影響で、毎週での放送ではなくなった（ただし、武井が土曜日のスポーツイベントを取材する「Real Venus/Beast」の代替に相当するレポートコーナーは2015年9月まであった）。また田中（理）は主に日曜日を中心として不定期出演となった。
| コーナー名                                                  | 放送曜日                          | 内容 |
| ----------------------------------------------------------- | --------------------------------- | --- |
| PROFESSIONAL BASEBALL                                       | シーズン中毎日                    | プロ野球情報 注目カード（基本1試合だが、2試合の日あり）は平日は「MATCH OF THE DAY」土・日曜は「SPORTリサーチ」（プロ野球以外のスポーツイベントになる場合もまれにある）として紹介し、ナビゲーターの解説者とアナウンサーでその試合を詳細に伝える（プロ野球である場合は当該試合に限り2015年5月19日から詳細なスコアテーブルの表示を再開）。 また一部の試合の勝敗を分けたポイントを、取材に訪れた解説者、キャスター、地方系列局の球団担当記者・アナウンサーが当事者の選手に直撃インタビューして自ら振り返る「追球取材」、金曜日は江本進行によるプロ野球週間批評「エモやんのエモ談」（2014年度までの「エモやんに言わせろ」のリニューアル版）がある。 |
| MLB                                                         | シーズン中毎日                    | メジャーリーグ情報 プロ野球解説者が現地取材する場合あり。 『MLB COUNT DOWN』- 木曜・AKI猪瀬のナビゲートでMLBの1週間をカウントダウンの形式で振り返る。ただしUEFAチャンピオンズリーグや他のスポーツ特集が組まれる場合があるため、必ずしも毎週ではなく、随時放送という形である。 |
| J LEAGUE                                                    | 公式戦開催日                      | Jリーグ情報 基本的な形式は前年度から変更なし。原則土曜日に行う速報は本年度から山口が担当するが、4月以後は時間的な都合で土曜日であっても山口が出演せず、全試合ダイジェストに留める日がある。また平日開催（リーグ戦、Jリーグカップ）である場合は時間的な都合で全試合をフォローできない場合がある。 |
| MONDAY FOOTBALL                                             | 月曜日                            | 海外サッカー情報。放送時間が30分となったことから、従来の日本人選手中心の構成に加え、2013年度までと同じようにヨーロッパ主要リーグの注目好カードについて詳細に伝える「MATCH OF THE WEEKEND」、またその週のヨーロッパ主要リーグのゴールをナビゲーターが厳選した「MONDAY SELECTION」がそれぞれ復活した。なおUEFAチャンピオンズリーグ開催日（概ね9月 - 翌年5月の月2回程度、日本時間水・木曜日）である場合は、その結果も詳細に伝える。『すぽると!』終了後も『ユアタイム』→『THE NEWSα』の月曜スポーツコーナーに組み込む形で、タイトルを変えないまま続けている。 |
| ワールドカップバレーボールへの道 つないだ先に、リオがある。 | 土・日曜（随時 期間限定シリーズ） | 8月から行われるワールドカップバレーボールの日本代表候補が有力視される選手をVプレミアリーグを初めとした国内外の各国リーグ戦・カップ戦に取材する。またスタジオ（VTR）では逢沢、徳井がバレーボールに対する熱い思いを語る。 これとは別に、大会100日前の5月14日から、大会開幕前日の8月21日までの放送では、「みんなでつなごう!リオへの道」と題して、全国のバレーボールチーム（Vリーグ所属を含む社会人チームや、学生、同好会、ママさんバレーチームなど選抜100チーム）から寄せられた応援メッセージを紹介するシリーズコーナーが設けられた。最終日（8月21日深夜=22日未明）の100チーム目はこの大会で上位原則2位までに出場権が与えられるリオデジャネイロオリンピックにちなみ、静岡県の在日ブラジル人チームを紹介し、サンバチームも登場して日本代表の健闘を誓い、エール交換がされた。 |
| すぽチュー!                                                 | 土・日曜                          | 週末はスポーツイベントが集中的に行われるが、このコーナーではすでに取り上げている項目以外のその日の注目すべきスポーツイベントの結果・記録・トピックスをヘッドラインの仕立てで紹介する。 |
| 大相撲回顧                                                  | 千秋楽明けの火曜日                | 基本的な構成は前年度に同じ |

### 2014年度
平日は放送時間が短縮されたため、曜日ごとにテーマを設ける形式は終了したが、月曜日は「MONDAY FOOTBALL」（ナビゲーター・永島昭浩、藤田俊哉、三浦淳寛、清水秀彦らが週替わり）、火曜日から木曜日はプロ野球ナイター速報、金曜日は2013年度秋季からほぼ交互に放送されている「Real Beast」（同・武井壮）と「Real Venus」（同・田中理恵）をベースに展開する。なお武井は2015年1月から毎週土曜日コメンテーターに移動したため、「Real Beast」は土曜日に随時放送となった。
土曜日は2013年度の内容にほとんど同じだが、サッカーコメンテーターとして三浦が加入。土曜日にサッカーコメンテーターがレギュラー出演するのは3年ぶりとなる。日曜日は2013年度まで火曜日で放送していたAKI猪瀬進行によるメジャーリーグコーナーを「SUNDAY MEJOR」と改題したうえで移設、2014年よりレギュラーコメンテーターとなった石井一久もナビゲーターに加わる。また「夢見るすぽると!」、「すぽると!クイズ」は時間枠が拡大される金・土曜日（夢見るすぽると!は時間があれば日曜日も）限定でそれぞれ継続して放送される。日曜日に行った「ジョージア魂」賞とのコラボレーションコーナーはスポンサーの都合により実施しなくなった。また「クイズ」は2014年末、「夢見るすぽると!」は2015年3月をもってそれぞれ終了となった。
またプロ野球速報では時間短縮の都合により、これまで行っていた詳細なスコアテーブルの表示がなくなり、VTRの試合映像の終わりのところで簡易的なスコア表示（責任投手=勝利・敗戦・セーブポイントも）のみにとどめ、ホームランが出た場合、その都度途中経過の字幕にホームランを打った選手とその本数を表示する形になった。順位表についても、両リーグを1画面で簡易的に表示するパターン（順位と首位から見たゲーム差のみ）となった。
9月から翌年5月にかけてのUEFAチャンピオンズリーグ 2014-15（主に月2回程度の日本時間水・木曜日）のハイライトは、放送時間が大幅に短縮された影響で、全試合を詳細に伝えることができなくなり、各組の注目カードから1試合ずつ、最大4試合程度を簡単に伝える程度に終わる日が多くなった。
| コーナー名              | 放送曜日                                 | 内容 |
| ----------------------- | ---------------------------------------- | --- |
| PROFESSIONAL BASEBALL   | シーズン中毎日                           | プロ野球情報 平日においては最も注目度の高かった1 - 2試合について、解説者が勝敗のポイントを解説する。 『エモやんに言わせろ』- 土曜・江本が注目した1試合の勝敗のポイントを徹底解説するコーナー。 『わがままBOYのわがまま解説』- 日曜・石井が注目した1試合の勝敗のポイントを徹底解説するコーナー。 |
| MLB                     | シーズン中毎日                           | メジャーリーグ情報 プロ野球解説者が現地取材する場合あり。 『SUNDAY MAJOR』- 日曜・AKI猪瀬のナビゲートでMLBの1週間を振り返る。 |
| J LEAGUE                | 公式戦開催日                             | Jリーグ情報 基本的な形式は前年度から変更なしであるが、原則土曜日に行う速報は三浦（淳）が担当する。 |
| MONDAY FOOTBALL         | 月曜日                                   | 海外サッカー情報。2014年4月からは一部地域のみ「第8地区エリア2」の第1部（火曜 0:35 - 1:00(月曜深夜)）でスピンオフ「MONDAY FOOTBALL R」 が放送されるため、コーナーとしては日本人選手のハイライトが中心となった。 『THE MAN OF THE CUP』-中村静香（番組では「ボアソルチ静香」との二重名義）のナビゲートで2014年FIFAワールドカップ注目のプレイヤーを紹介。 なおUEFAチャンピオンズリーグ（9月-翌年5月の概ね月2回・日本時間水・木曜日）の2014 - 15シーズンの1次リーグに関しては、放送時間が短縮された影響で前年度までのような全試合の詳報ができなくなり、注目カードを各組1試合ずつ（1日につき4組・8試合ずつあるので、その半分の4試合ずつ）しか放送できなかった。 |
| Real Venus              | 金曜日                                   | 田中理恵のナビゲートで1週間の女性アスリートのニュースを伝える。 |
| Real Beast              | 金曜日（ - 12月） 土曜日（2015年1月 - ） | 武井壮が注目のアスリートを取材。こちらは『Real Venus』のように男性アスリート限定ではなく、女性アスリートも取り上げられることがある。 |
| すぽると!クイズ         | 金・土曜                                 | 番組最後のコーナー。スポーツに関するクイズを1問出題し、当日出演のコメンテーターが答える。 |
| 関根勤の夢見るすぽると! | 金曜 - 日曜                              | 関根とマネージャーのしかまの2人が、週末の注目競技に関してトークをするコーナー。当初は楽屋での談話スタイルであったが、2014年4月よりスタジオ収録となった。 |
| AMAZING SHOT            | 土曜日                                   | 国内外問わず土曜日に行われたスポーツのスーパープレイをカウントダウン形式で紹介。 |
| 大相撲回顧              | 千秋楽明けの火曜日                       | 基本的な構成は前年度に同じ |

### 2013年度
2013年よりテーマ曲とセットはリニューアルしたが、番組内容やコーナーについては前年度からはマイナーチェンジ程度に留まり、曜日ごとのコンセプトもそのまま引き継いでいる。
| コーナー名              | 放送曜日                   | 内容 |
| ----------------------- | -------------------------- | --- |
| 快感!SPORT              | 月 - 土曜                  | 「おかえりSPORT」に代わるコーナー。「すぽると☆ガールズ」という当番組が結成した6人組の女性タレントが日替わりで1名ずつVTRで登場し、放送日当日に行われた競技の中で特にエキサイティングなプレーを「今日のスーパープレー」としてダイジェストで紹介。ダイジェストシーンではナレーションはなく、VTRのみである。2013年9月28日で終了。 |
| すぽると!クイズ         | 月 - 土曜                  | 「今日のベストカット」に代わる番組最後のコーナー。毎日スポーツに関するクイズを1問出題する。当日出演のコメンテーターがクイズを作成する場合もある。 |
| PROFESSIONAL BASEBALL   | シーズン中毎日             | プロ野球情報 基本的な形式は前年度から変更なし。平日においては最も注目度の高かった1試合については「MATCH OF THE DAY」として、スタジオ解説者と男性MCのペアで『プロ野球ニュース』方式で試合結果を伝える。 現場解説については前年度同様、高津・立浪・野村・仁志の4名が行う。 また、解説者が注目した1試合の勝敗のポイントを解説するコーナーでは、解説者の前に「データ」・「戦術」・「技術」・「選手」・「対決」というテーマが書かれたボールが置かれ、そのボールの中から1つを選び、そのテーマに沿って徹底的に解説する。 『江本に言わせろ』-土曜・江本が注目した1試合の勝敗のポイントを解説するコーナー。 |
| MLB                     | シーズン中毎日             | メジャーリーグ情報 プロ野球解説者が現地取材する場合あり。 『CRAZE FOR MLB』- 火曜・AKI猪瀬のナビゲートでMLBの1週間を振り返る。 |
| J LEAGUE                | 公式戦開催日               | Jリーグ情報 基本的な形式は前年度から変更なし。 |
| MONDAY FOOTBALL         | 月曜日                     | 海外サッカー情報。解説は週替わりでゲストコメンテーターが務める。 |
| カレッジすぽると        | 水曜日                     | 本コーナーに関しては前年度よりとくに変更なし。 |
| 宮澤智の旬感移動        | 木曜日                     | 本コーナーに関しては前年度よりとくに変更なし。 |
| Real Venus              | 金曜日                     | 女性アスリートニュース。 |
| ぼくらの七日間ニュース  | 土曜日                     | 「週刊SPORT」に代わる新コーナー。1週間のスポーツ界の出来事を撮れ高の高かったものからランキング形式で上位5位までを紹介する。 |
| 大相撲回顧              | 千秋楽明けの火曜日か水曜日 | 基本的な構成は前年度に同じ |
| 関根勤の夢見るすぽると! | 月曜 - 金曜                | 関根とマネージャーのしかまの2人が、好き勝手にスポーツに関するトークをするのを覗き見して楽しむコーナー。2013年11月18日開始。 |

### 2012年度
前年度に大幅リニューアルを敢行したことから、2012年度のリニューアルは最小限にとどまり、基本的な形式は前年度を踏襲している。
10月に編集長の交代に伴い、再び曜日ごとのテーマを決めて企画を行っている。
- 月曜 サッカー「MONDAY FOOTBALL」
- 火曜 ベースボール
- 水曜 情熱∞
- 木曜 宮澤智の「旬感移動」
- 金曜 レディースデー
- 土曜 視聴者の声が聞こえる（携帯サイトアンケートに加え、いまつぶを活用した双方向コーナーを設置）
- 日曜 決着の日曜日

| コーナー名            | 放送曜日                   | 内容 |
| --------------------- | -------------------------- | --- |
| おかえりSPORT         | 毎日                       | 前年度は平日のみだったが、2012年度は毎日行われる。前年は放送日当日に行われた主なスポーツの結果を振り返る形式だったのに対し、2012年度は「今日の○○」というテーマを設け、そのテーマに沿ったシーンを振り返る。その中にはプロ野球ニュースの名物コーナーである「今日のホームラン」を取り上げる場合もある。尚、日曜は休日のため国内・国外で様々なスポーツが開催されるにも関わらず、放送時間は全曜日で最も短いため、時間の都合上入りきらなかったニュースが本コーナーで扱われることもある。 平日は女性キャスターが導入コメント、ダイジェストのナレーションは西岡。土曜は導入コメントもダイジェストナレーションも本田が務める。日曜は本田が導入コメント、ダイジェストナレーションは田中、もしくは福ノ上。 |
| 今日のベストカット    | 毎日                       | 番組最後のコーナー。本コーナーに関しては前年度から変更なし。（ない日もある） |
| PROFESSIONAL BASEBALL | シーズン中毎日             | プロ野球情報 基本的な形式は前年度から変更なし。ただし、平日においては最も注目度の高かった1試合についてはスタジオ解説者と西岡のペアで『プロ野球ニュース』方式で試合結果を伝える。 尚、現場解説については前年度は高木のみが行っていたが、高木が外れたことにより2012年度より高津・立浪・野村・仁志の4名が行うこととなった。 『タカツノミカタ』- 火曜・高津が注目した1試合の勝敗のポイントを解説するコーナー。 『江本に言わせろ』- 土曜・江本が注目した1試合の勝敗のポイントを解説するコーナー。 |
| MLB                   | シーズン中毎日             | メジャーリーグ情報 プロ野球解説者が現地取材する場合あり。 『CRAZE FOR MLB』- 火曜・AKI猪瀬のナビゲートでMLBの1週間を振り返る。 |
| J LEAGUE              | 公式戦開催日               | Jリーグ情報 基本的な形式は前年度から変更なし。 |
| MONDAY FOOTBALL       | 月曜日                     | 海外サッカー情報。5月より解説は週替わりでゲストコメンテーターが務める。尚、2012年4月までは風間八宏が担当していた。 |
| Weekly Baseball News  | 火曜日                     | 2012年11月からの新コーナー。1週間のプロ野球界の出来事を振り返る。 |
| カレッジすぽると      | 水曜日                     | 2012年10月からの新コーナー。コーナー名の通り、大学生の注目アスリートを紹介するコーナー。また、本コーナー名と同じ大学スポーツ専門の単発番組も11月より月1回放送され、宮澤もMCとして出演。 |
| 宮澤智の旬感移動      | 木曜日                     | 2012年10月からの新コーナーで、宮澤が旬のアスリートを取材する。 |
| Real Venus            | 金曜日                     | 女性アスリートニュース。 |
| 週刊SPORT             | 土曜日                     | 本コーナーに関しては前年度から変更なし。 |
| ジョージア魂賞        | 日曜日                     | 「ジョージア魂」賞と連動したコーナー。2012年度のナビゲーターは日曜MCの田中・本田が兼任する。 |
| 大相撲回顧            | 千秋楽明けの月曜日か火曜日 | 基本的な構成は前年度に同じ |

### 2011年度
2011年度はメインキャスターの交代などもあり、月曜のみコーナーやレギュラー出演者が前年より残留したが、その他の曜日のレギュラーコーナーは殆ど姿を消し、また曜日ごとに設定していたテーマも取りやめ、基本的にプロ野球の詳報を中心としたシンプルな構成となった。
また、プロ野球（公式戦全試合）やJリーグ（J1の土曜開催分は原則全試合。日曜日や変則日程の火曜か水曜の試合では注目カード1 - 2試合程度のみ）の速報では前年までスコアテーブルは試合映像の終りのところで一緒に出していたが、今年度から基本的には試合映像とは別のカットによる全画面表示 となり、その試合の選手・監督談話、あるいは記録などの一口メモを女性キャスターが生コメントする方式 となった。
| コーナー名                                   | 放送曜日           | 内容 |
| -------------------------------------------- | ------------------ | --- |
| SPORT CATCH UP                               | 毎日               | 2011年からの新コーナー。その日のスポーツニュースの中から、前半の項目で伝えられなかった注目のニュースや話題をハイライトで紹介する。土曜以外は女性キャスターかプロ野球解説者、土曜は国分がコーナーの導入コメントとして、「SPORT CATCH UP。今日は○つです。」とニュースの項目数を伝える。 |
| おかえりSPORT                                | 月 - 金曜          | 2011年からの新コーナー。前半部を見逃した視聴者（帰宅が遅いサラリーマンを意識したような導入コメント）のために、番組の前半で紹介した注目のスポーツニュースをヘッドライン形式で振り返る「おさらい」コーナー。本コーナーのナレーションは原則として西岡のみが務める。ただし、時間の都合で行われない場合がある。尚、土・日曜は通常の会社は休日であるためか行われない。更に、オールスターゲーム明けから放送頻度が激減している。                                                                                            |
| 今日のベストカット（金曜のみ、(秘)衝撃映像） | 月 - 土曜          | 2011年からの新コーナーであり、また番組最後のコーナー。その日、全国各地の系列局が取材したスポーツイベントの映像から、特に視聴者の感動や注目を集めた映像を「ベストカット」として紹介する。撮影担当者の名前も表示される（海外電のものは撮影者が表示されない場合あり）。尚、本コーナー開始直前の提供テロップ画面のバックに流れる映像は惜しくもベストカット候補から落ちた映像が2 - 3つほど流れる。都合により放送されない時もある。また、金曜日は2012年12月から「(秘)衝撃映像」を紹介する。                               |
| PROFESSIONAL BASEBALL                        | シーズン中毎日     | プロ野球情報 火 - 土曜は毎日レギュラー野球解説者1名がスタジオに出演。6試合の中から、注目度の高い2〜3試合についてスタジオ解説者が勝敗の分かれ目となったポイントを解説。 『今日の勝利投手』- 当日に勝利投手になった投手をハイライトで紹介。『プロ野球ニュース』における『今日のホームラン』に相当する。日曜は行われない。また、時間の都合で日曜以外でも行われない場合もある。尚、オールスターゲーム明けからは行われなくなった。 上記のほか、主に高木やキャスター陣が試合終了後の球場からのVTRリポートも不定期で行う。 |
| MLB                                          | シーズン中毎日     | メジャーリーグ情報、現地スポーツ記者に繋ぐこともあり。今季は上記の新コーナー『SPORT CATCH UP』の中で扱われる場合が多い。 |
| J LEAGUE                                     | 公式戦開催日       | Jリーグ情報 『DIGEST』- 土曜・青嶋 がマシンガントークのようなナレーションで山口が現場解説を担当した試合以外の各試合の結果を伝える。 土曜開催の試合では山口素弘が試合終了後の競技場からのVTRリポートを行う場合あり。 |
| MONDAY FOOTBALL                              | 月曜日             | 海外サッカー情報。日本人選手・注目選手の試合を詳細に伝える。解説：風間八宏。更にシーズン中はその週行われた主要ヨーロッパリーグ戦のゴールシーンの中から風間が厳選したゴールをランキングする「風間八宏選・Monday Selecion」を送る。 |
| 週刊SPORT                                    | 土曜日             | 一週間のスポーツ界の出来事を振り返る。ナレーション：関野浩之、本田朋子。 |
| ジョージア魂賞                               | 日曜日             | 「ジョージア魂」賞と連動したコーナー。ナビゲーター：片岡安祐美、徳井義実、高木豊。 |
| 大相撲特集                                   | 千秋楽翌週の平日   | 本場所熱戦回顧。ナレーション：関野浩之、大野勢太郎。 |
| UEFA CHAMPIONS LEAGUE                        | 不定期             | 試合プレビュー・レビュー。関係者インタビュー。特集等。解説：中村俊輔（不定期出演）。 |
| Real Venus                                   | 不定期             | 女性アスリートニュース。 |
| POINT IN CHECK                               | 不定期             | 主に野球、サッカーの試合において、高木・山口が現場から勝敗のポイントを解説したり、勝利に貢献した選手に試合後インタビューを行う。 |
| Formula World                                | 不定期（金・土曜） | F1情報。注目度の大きい大会では現地サーキットから片山・近藤のどちらか1名とF1担当アナウンサー1名で生リポートを行う。主に片山が金曜、近藤が土曜を担当する。これは土曜MCの国分と近藤が同じジャニーズ事務所に所属しているための措置である。 |
| GENERATION GAP                               | 不定期             | あるスポーツのライバル関係にある世代の異なる選手を比較し、本人たちへのインタビューを交えて検証する。 |
| LiNE                                         | 不定期             | 新天地に賭けるアスリートに密着する。趣旨的には2010年度まで不定期で放送した「SPORT DOCUMENTARY」にほぼ同じ。 |
| POWER FOR VICTORY                            | 金曜日             | 2011年12月から開始、注目のアスリートに竹内がインタビューしながら勝利の力となっているものを勝負○○でまとめて紹介する。 |

### 2010年度

#### 曜日別テーマ
- 月曜日：海外スポーツ大特集!マンデーフットボール
- 火曜日：ベースボールを極める!火曜日
- 水曜日：女性アスリート大特集!"水曜レディースデー"（Shiningなでしこ、REAL VENUS、「○○シオ」）
- 木曜日：スポーツの核心に迫る!木曜日（SPORT PREMIUM、RIO's PICK UP、SPORT DOCUMENTARY）
- 金曜日：スポーツを楽しむ!金曜日
- 土曜日：スポーツの魅力を熱くプレゼン!土曜日
- 日曜日："No.1が決定!"決着の日曜日

土曜日のみの企画については『ニュース&すぽると!』を参照。
| コーナー名            | 放送曜日                                 | 内容 |
| --------------------- | ---------------------------------------- | --- |
| MATCH OF THE DAY      | 毎日                                     | その日の最も注目度の高い競技・試合をピックアップ |
| PROFESSIONAL BASEBALL | シーズン中毎日                           | プロ野球情報、火・土曜は高木がスタジオで『MATCH OF THE DAY』で取り上げられた試合を中心に解説。 『Yutaka's Pinpoint』-火曜・『MATCH OF THE DAY』以外の注目の試合を高木が解説するコーナー。 『江本が斬る』-金曜・江本孟紀がスタジオで『MATCH OF THE DAY』で取り上げられた試合を中心に解説するコーナー。 上記のほか、キャスター陣や江本・高木が試合終了後の球場からのVTRリポートも不定期で行う。 |
| MLB                   | シーズン中毎日                           | メジャーリーグ情報、現地スポーツ記者に繋ぐこともあり 『Mio's MLB』- 火曜・松村が担当するMLBコーナー。 |
| MONDAY FOOTBALL       | 月曜日                                   | 海外サッカー情報。日本人選手・注目選手の試合を詳細に伝える。解説：風間八宏。 |
| 大相撲特集            | 千秋楽翌日の月曜日または火曜日           | 本場所熱戦回顧 |
| Shiningなでしこ       | 水曜日                                   | 女性アスリート特集。主に一人のアスリートに視点を当てたドキュメント。 |
| Real Venus            | 水曜日                                   | 一週間の女性アスリートニュース。VTRの最後はその週に行われた大会、イベントの中から注目の選手を「Pick Up Venus」と称して紹介する。 |
| ○○シオ                | 水曜日（不定期）                         | 『Shiningなでしこ』の特別版であり、潮田玲子が話題の女性アスリートと対談するコーナー。 |
| Rio's Pick up         | 木曜日                                   | 平井が毎週様々なアスリートを取材。 |
| SPORT DOCUMENTARY     | 木曜日（不定期）                         | 特集コーナー |
| SPORT PREMIUM         | 木曜日（不定期）                         | 三宅が大物ゲストにインタビューするコーナー。 |
| 自画自賛              | 金曜日                                   | 毎週週代わりでアスリートのこだわりベスト3を紹介するコーナー。 |
| ジョージア魂賞        | 日曜日                                   | 「ジョージア魂」賞と連動したコーナー。 |
| SPORT Q&A             | 2010年より不定期（2008年、2009年は毎日） | その日のスポーツニュース、あるいは特集で取り上げるテーマについての質問を設け、視聴者が携帯電話のウェブサイトを使ってアンケートを取る。 |
| POINT IN CHECK        | 不定期                                   | 各競技を解説者が現場やスタジオから勝敗のポイントを解説する。 |
| UEFA CHAMPIONS LEAGUE | 不定期                                   | 試合プレビュー・レビュー。関係者インタビュー。特集等。 |
| ROYAL RING SIDE       | 不定期                                   | 格闘技情報 水曜日→2004年11月から木曜日→2005年シーズンオフから再び水曜日→2006年は木曜→2007年は水曜→2008年は木曜 |
| Formula World         | 不定期                                   | F1情報 |

### 期間限定企画
- プロ野球1/100
  - 2011年より11月下旬 - 12月上旬にかけてシリーズで放送。プロ野球選手100人を無作為で選び、その年のプロ野球における打者、投手、野手のナンバーワンは誰かを選手間投票で選ぶ。同企画は2016年度もそれを踏襲した形で12月に「スポーツLIFE HERO'S」と「ユアタイム」の合同企画として8日間連続放送される。

また、2017年以降も後継番組（S-PARKなど）でも引き続き放送されている。
- UEFAチャンピオンズリーグハイライト
  - 西岡がキャスターを務めるようになった2010年以後、現地の火・水曜の夜にあたる、日本時間水・木曜早朝に行われた試合を2013年ごろまでは、当日の放送（時間的には翌日にまたがる）に全試合詳細に伝えていたが、放送時間が大幅に短縮された2014年からは時間的に予選リーグの全試合ハイライトができなくなり、その日の注目カードから各組1試合程度を流す程度に縮小された。また放送される日によっては試合が開催されていても放送されない場合もあった。

### 2009年度までに放送されたコーナー
土曜日に放送されていたコーナーは『感動ファクトリー・すぽると!&ニュース』、『ニュース&すぽると!#主なコーナー』も参照。
毎日
- SPORT ON TARGET（その日の注目ニュースにクローズアップする企画）

月曜日
- SPORT TOP10 and NOT（前週1週間のスーパープレー・珍プレー集）
- MLB SMASH HITS（前週のハイライト）
- F1 REVIEW/PREVIEW（2005年のF1決勝開催翌日、前日の回顧と次戦への展望を佐藤琢磨やトヨタチームの選手に聞く）

火曜日
- すぽると!PICK UP（バレーなどレギュラーコーナーで紹介されない種目を取り上げる。）
- すぽると!劇場（PICK UPの発展型、ドキュメント企画）
- FORMULA ZONE（F1やFORMULA NIPPON情報）
- すぽるとドキュメンタリー（あるスポーツ選手に密着したドキュメント）
- すぽると! on ICE（ナビゲーター・荒川静香）
- SPORT SPECIAL（2005年、木曜日の「すぽると!SPECIAL」が移動。アスリートに迫った特集）
- SPORT THE MESSAGE（2005年度シーズンオフ、アスリートのインタビュー企画とそのアスリートから次世代に向けてのメッセージ。）
- TUESDAY BASEBALL（プロ野球特集企画）

水曜日
- Born in Japan（日本人が世界と互角に戦える体力づくりを模索するスポーツ科学コーナー。鈴木大地が登場した。）
- TAKUMA-STYLE（2005年、F1佐藤琢磨選手にクローズアップした企画）
- 24HOUR+ONE（トゥエンティーファイブと読ませる。2004年度シーズンオフ企画、注目のスポーツマンを取り上げる。過去のスペシャルやPICK UPを少し発展させた形のコーナー。）
- The Legends（2005年度シーズンオフ、過去に大記録を作った名選手の特集。）
- PERFECT PARTNER（2005年度シーズンオフ、アスリートを支える用具とそれを作る人々をクローズアップ。）
- なでしこSPIRITS（「Shiningなでしこ」にリニューアル。）

木曜日
- すぽると!SPECIAL（スポーツ特集。火曜日に移動）
- MAJOR LEAGUE BASEBALL（メジャーリーグ情報）
- totoダス（永島昭浩がtotoを予想）
- totoまにあ（水内猛のtoto予想と注目チームの取材）
- HOT PLAYS COUNTDOWN（2005年、MLB日本人選手の好プレー集）
- NEWYORK NEWYORK（2005年のサブウェイシリーズ直前まで、ヤンキースとメッツの情報）
- トリノオリンピックコーナー（2006年2月）
- BASEBALL IN FOCUS（2005年秋 - 2006年秋、プロ野球の課題・問題点を追求）
- EAST SIDE STORY（ヤンキース、レッドソックス情報が中心）
- FORZA FORMULA 1（FORMULA 1 Story、SUPER AGURI PLUS）
- BASEBALL RENAISSANCE（各球団の新たな取り組みを追った企画。2005年秋 - 2006年シーズン中までは東京ヤクルト及び古田敦也監督にスポットを当てた企画として放送した。）

金曜日
- サッカーの頂（水内猛、本田朋子担当のサッカー情報）
- 世界基準（ナビゲーター・フローラン・ダバディー、ナレーション・やまだひさし）

土曜日（初期の単独番組時代）
- J TO THE TOP→SOCCER CHAMP（Jリーグの結果など）
- 勝利への晩餐（アスリートの食事を紹介）
- TURF WAVE（競馬G1レース予想）
- SPORT THIS WEEK（その週のスポーツをハイライト形式で放送。リニューアル後も継続）

不定期
- 夢舞台（2004年度シーズンオフ企画として平日に放送。スポーツの表舞台となった大会や施設を取り上げる。ナレーション：玉川紗己子）
- the first day since the last day（2006年ドイツワールドカップの直前に放送。木梨憲武がナビゲーターを務め、2002年日韓ワールドカップでの敗戦を当時の日本代表メンバーが振り返る形式のインタビュー企画）

## タイトルの遍歴
- 番組開始当初から2004年度まではその日のスポーツニュースの映像をヘッドラインとして出していた。2002年ごろまではその項目をナレーター（主にアナウンサー）が紹介する形だった。タイトルロゴは当時のサブタイトル「感動ファクトリー」（工場）をイメージして歯車と思われるものが使われた。
- 2005年度のリニューアルに伴いヘッドライン画像は不定期の放送となり、オープニングはアニメーションが使用されており、フジテレビネットワークのスポーツ中継共通ロゴ（Sのマークを菱形にしたようなもの）を野球、バレーボール、モータースポーツ、競馬などの各種スポーツの競技で使ったらどうなるかというイメージで製作されている。2006年に一部マイナーチェンジが行われた。タイトルコールは月・土の司会者だったジョン・カビラ。
- 2010年度、ハイビジョン対応のバージョンでは番組マスコット「すぽると!マン」のグラフィックが使われた。
- 2011年度、新キャスター・西岡の登場などによる大幅なリニューアルで、その日のスポーツニュース素材の映像（ヘッドライン 2項目）をオープニングタイトルに使用。タイトルもその日のスポーツニュースの映像素材（殆どが第2項目の続き）を使い、画面の一部分（場所は特定せず）に「SPORT」のロゴが入るというものである。
- 2013年度・2014年度の金・土・日は最初にヘッドライン3-4項目程度（取り上げる数はその日の内容による。ナレーション有）を伝えてから白バックでSマーク、その上に黒で「SPORT」のロゴが入るようになった。2014年度の平日（月 - 木）は時間が20分しかないため、ヘッドラインなしで、最初に提供クレジット読みをしてから、いきなりSマークが登場した。
- 2015年度は提供クレジット読み→Sマークからズームアップする形でヘッドラインの映像に移り、3 - 4項目（ナレーション有）→再びSマークとその上に白で「SPORT」のロゴという流れになった。

## FNSの日の扱い
2019年まで毎年7月（2003年は6月、2013年は8月）に行われていた「FNSの日（FNS27時間テレビ）」の土曜日深夜に当たる日は、年度によってそのワイド番組の内包によるスペシャル版となる時と、深夜帯に放送されるコーナーに内包する形での短縮放送となる場合があった。なおこの場合は通常FNN・FNS最終版ニュースをネットしていないテレビ宮崎 にも放送される。
- スペシャル版が放送された年 2001年‐2007年、2011年、2012年、2015年

体裁は通常の放送に準じるが、平日（2011年・2012年は土曜日）のキャスターが進行役を務め、FNSの日の総合司会のタレントや著名なアスリートが「ゲスト」として登場し、特別コーナーを放送する場合もあった。放送時間はまちまちであるが、30分程度の短縮放送であったり、通常と同じ1時間前後であったりもした。
- 短縮放送になった年 2008年 - 2010年、2013年、2014年、2024年

2014年までは「さんま・中居の今夜も眠れない」の枠内、概ね1時前後 に10分程度放送される。この場合はレギュラーの女性キャスター2名（2013年は宮澤と本田）が「今夜も眠れない」のスタジオに駆け付けて簡単なストレートニュース形式でスポーツニュースを伝えた が、このコーナーの司会である明石家さんま、中居正広（当時SMAP）とのトークが繰り広げられる場合もあった。

## 年末年始の代替番組
通常、年末年始については『プロ野球ニュース』の時代から番組を休止しており、ここ数年は代替番組が放送されている。代替番組が設定された当初は『スポーツニュース』を10 - 15分間編成していた（12月31日深夜＝元日未明については、年越し編成の関係でこの番組も休止）。フジテレビの若手・新人のアナウンサー（『すぽると!』でもナレーションを担当する）が毎日出演し、その日のスポーツニュースや、フジテレビ系列で年末年始に放映されるスポーツイベントの見所を取り上げていた。2005年度から概ね12月29日から正月3が日前後までが休止となるケースがある。
- 2004年末 - 2005年始は『年またぎスポーツニュース・すぽとり!』を放送。2005年が酉年であったことにちなむ。
- 2005年末 - 2006年始は『すぽると!ダッシュ』（12月26日・27日、1月2日 - 4日）、『男祭りすぽると!』（12月28日 - 30日）を放送。後者は同年12月31日に開催された「PRIDE男祭り」の番組宣伝も兼ねた内容であった。
- 2006年末 - 2012年始は『すぽると!プラス』を放送。
  - 2006年12月26日・27日、2007年1月2日 - 4日（年末は本田が担当）
  - 2007年12月25日、2008年1月2日 - 5日
  - 2008年12月25日 - 28日（渡辺、平井、本田が分担して担当）
  - 2009年12月25日 - 28日、2010年1月4日・5日（松村が担当）
  - 2010年12月25日 - 28日、2011年1月4日・5日（25日は細貝、26日 - 28日は山崎、4日・5日は松村が担当）
  - 2012年1月4日・5日（4日は細貝、5日は竹内が担当。2011年末は放送なし）
- 2012年末 - 2015年始は『すぽると!FLASH』を放送。
  - 2012年12月26日・27日・28日と2013年1月4日（26日・27日は宮澤、28日・1月4日は松村が担当）。
  - 2013年12月25日 - 29日と2014年1月4日（25日 - 27日は宮澤、28日・29日は内田（嶺）が担当）
  - 2014年12月28日・29日と2015年1月4日（28日・29日は田中（大）が担当）
  - 2015年12月28日・29日と2016年1月4日（12月28日は宮澤、29日は内田（嶺）が担当）
- また、2011年から春の高校バレー・「全日本バレーボール高等学校選手権大会」が1月初旬開催となったため、年初最初の通常版はこの春高バレー中継・ハイライトの関係で時間短縮での放送となる日がある。
  - 2011年1月6日・7日 田中(大)・本田が担当。（それぞれ20分ずつ）
  - 2012年1月6日 西岡・本田が担当（20分 短縮はこの日だけで、7日から通常の編成）
  - 2013年の通常版での短縮処置は行わず、1月5日のサタデースペシャルからレギュラー通りの通常版を行った。
  - 2014年以後も通常版は短縮放送せず、1月5日から通常放送を実施
- いずれの番組も、セットなどは通常の『すぽると!』に比べて簡素化されており、照明も暗めにされている。
- 代替番組の放送がない日は『FNNニュース』でスポーツニュースを取り上げる。
- この他、12月31日日中にすぽると!のスタッフが製作する年末特番が放送されることがある。（年度により全国ネットの時と、ローカルセールス＜任意ネット＞の時とがある。）

## 主題歌

### 「感動ファクトリー」時代
全てビーイング系の歌手。
1. 『SACRED FIELD』松本孝弘
作曲：松本孝弘 編曲：松本孝弘・池田大介
2. 『ROCK man』B'z
作詞：稲葉浩志 作曲：松本孝弘 編曲：松本孝弘・稲葉浩志・徳永暁人
3. 『Come on!Come on!』倉木麻衣
作詞：倉木麻衣・Michael Africk 作曲：Miguel Sá Pessoa・Perry Geyer・Michael Africk 編曲：Cybersound
4. 『Forever You 〜永遠に君と〜』愛内里菜
作詞：愛内里菜 作曲：大野愛果 編曲：徳永暁人
5. 『スパイラル』GARNET CROW
作詞：AZUKI七 作曲：中村由利 編曲：古井弘人
6. 『Make my day』倉木麻衣
作詞：倉木麻衣 作曲・編曲：徳永暁人
7. 『RED SUN』松本孝弘
作曲：松本孝弘 編曲：松本孝弘・池田大介
8. 『瞳閉じて』ZARD
作詞：坂井泉水 作曲：大野愛果 編曲：徳永暁人
9. 『僕らだけの未来』GARNET CROW
作詞：AZUKI七 作曲：中村由利 編曲：古井弘人
10. 『火ノ鳥のように』doa
作詞・作曲・編曲：徳永暁人

### 「SPORT」時代
- 2005年4月1日 - 2007年4月1日：『SPORTS PORT』（作曲：山崎燿）
- 2007年4月2日 - 2008年3月30日：不明
- 2008年3月31日 - 2009年3月29日：不明（先代のアレンジ版）
- 2009年3月30日 - 2011年3月27日：『Theme SPORT MAN』（作曲：山崎燿）
- 2011年3月28日 - 2013年3月28日（オープニングVTR、エンディング、スタジオ開始時は2012年3月まで）：『Spirit of SPORT』（作曲：山崎燿）
- 2012年4月 - 2013年3月28日（スタジオ開始時）：不明
- 2013年3月29日 - 2016年4月1日：『Get a chance』（作曲：布袋寅泰）

### 第2期
- 2024年3月31日 - 現在:『Our time』佐久間みなみ（フジテレビアナウンサー）feat.miwa

## スタッフ

### 第1期
- ナレーション:
  - 関野浩之（月曜、土曜J1注目試合。番組開始当初から。「MONDAY FOOTBALL」や特集も担当）
  - 金本涼輔（月曜。2015年4月 - 。主に「MONDAY FOOTBALL」の特集や速報パート）
  - 山崎岳彦（火曜、日曜。2012年4月 - 。火曜は速報・ニュース部分。2012年・2013年は火-木曜、2014年は火・木曜の担当。）
  - 市川展丈（水曜、木曜。2014年4 月- 。速報・ニュース部分、2014年は水・日曜の担当。）
  - 福ノ上達也（金曜、土曜・日曜プロ野球。2005年4月 - 。当初は月 - 金→2007年-2010年は火 - 日曜、2011年より金 - 日のプロ野球、速報・ニュースを主として担当、月曜にプロ野球公式戦があれば月曜日にも出演していた）
  - マルカトーレ青嶋（青嶋達也）（土曜J1ダイジェスト。フジテレビアナウンサー。ナレーションとしては2011年より加入。）
  - 大野勢太郎（その他。大相撲特集。2013年ごろから出演していないことが多い。このため、鈴木芳彦<フジテレビアナウンサー>か、関野、山崎が務めることもある。）
- デスク：佐々木純也、馬場美紗
- AD：安藤太郎、松元隼人、黒崎薫、工藤薫、藤田真弘、ほか
- ディレクター：桜井堅一朗、岩尾章彦、戌亥芳昭、尾崎雄介、吉見諭、大森千恵子、山口俊彦、上山隆之、小川拓哉、中名生太郎ほか
- チーフディレクター：藤田信彦
- プロデューサー・編集長：吉田昇
- 技術協力：fmt（旧八峯テレビ）、東京フイルム・メート
- 制作協力：サンケイスポーツ / FNN／FNS系列局（北海道文化放送、仙台放送、東海テレビ放送、関西テレビ放送、テレビ新広島、テレビ西日本）開始当初から2009年ごろまではサンスポの製作協力クレジットがあった。
- 制作：フジテレビスポーツ局
- 制作著作：フジテレビ

#### 過去のスタッフ
- ナレーション：
  - 中井和哉（2009年4月 - 2012年3月。「MONDAY FOOTBALL」<月>「世界基準」<金>など）
  - 幸野善之（2009年4月 - 2011年3月。関野がサッカー日本代表のスタジアム進行を担当する関係でできない場合）
  - 中尾良平（2011年4月 - 2012年3月。火 - 金曜の速報・ニュース部分を主として担当したが、月曜にプロ野球がある場合には月曜も担当）
  - 鈴木裕介（2012年4月 - 2013年3月。好・珍プレイ）
  - 斉藤舞子（フジテレビアナウンサー。2011年より特集と「Real Venus」を中心として不定期出演。2014年9月から、昼の『FNNスピーク』への専念のため降板）

2005年以降は原則としてナレーションにはフジテレビアナウンサーを起用せず、ラジオDJや声優を中心に起用しているが、本年ではそれらに加え、久々にフジテレビアナウンサー（青嶋、斉藤）もナレーション陣に加入した。尚、2011年よりスタートした新コーナー『SPORT CATCH UP』のナレーションについては上記ナレーター、及び国分を除くキャスター陣全員が担当する。また、特集コーナーのナレーションについては当番組の主要ナレーターである関野、中井、中尾、福ノ上、及び斉藤が曜日に関係なく持ち回りで担当する。
- 制作統括：近藤憲彦
- プロデューサー・編集長：窪田正利、小林稔典、五百城重典、植村義勝

### 第2期
- 美術プロデュース：副島翔太郎[25]
- デザイン：宮川卓也[25]
- アートコーディネーター：塩谷達郎[25]
- 大道具：宮路博貴[25]
- 大道具操作：藤井雅人[25]
- 装飾：菊池誠[25]
- 衣裳：關山裕希[25]
- 電飾：日下信二[25]、熊田裕衣子[25]
- アクリル装飾：織田秀幸[25]
- LED：齊藤淳之介[25]
- ディレクター：品田俊介 ほか
- プロデューサー・チーフディレクター：柿沼陽亮
- プロデューサー：宮下正孝
- 技術・制作協力：fmt
- 制作協力：サンケイスポーツ / FNN／FNS系列局（北海道文化放送、仙台放送、東海テレビ放送、関西テレビ放送、テレビ新広島、テレビ西日本） / ビー・ブレーン、S-BAKUFU（エスバクフ）
- 制作：フジテレビニュース総局スポーツ局
- 制作著作：フジテレビ

## ネット局

### 第1期
| 放送対象地域   | 放送局                    | 系列           | 放送曜日・時間                                                                                           |
| -------------- | ------------------------- | -------------- | --- |
| 関東広域圏     | フジテレビ（CX）          | フジテレビ系列 | 月曜 - 木曜 23:55 - 翌0:25 土曜 0:18 - 0:40（金曜深夜） 日曜 0:15 - 1:05（土曜深夜） 日曜 23:55 - 翌0:45 |
| 北海道         | 北海道文化放送（UHB）     | フジテレビ系列 | 月曜 - 木曜 23:55 - 翌0:25 土曜 0:18 - 0:40（金曜深夜） 日曜 0:15 - 1:05（土曜深夜） 日曜 23:55 - 翌0:45 |
| 岩手県         | 岩手めんこいテレビ（mit） | フジテレビ系列 | 月曜 - 木曜 23:55 - 翌0:25 土曜 0:18 - 0:40（金曜深夜） 日曜 0:15 - 1:05（土曜深夜） 日曜 23:55 - 翌0:45 |
| 宮城県         | 仙台放送（OX）            | フジテレビ系列 | 月曜 - 木曜 23:55 - 翌0:25 土曜 0:18 - 0:40（金曜深夜） 日曜 0:15 - 1:05（土曜深夜） 日曜 23:55 - 翌0:45 |
| 秋田県         | 秋田テレビ（AKT）         | フジテレビ系列 | 月曜 - 木曜 23:55 - 翌0:25 土曜 0:18 - 0:40（金曜深夜） 日曜 0:15 - 1:05（土曜深夜） 日曜 23:55 - 翌0:45 |
| 山形県         | さくらんぼテレビ（SAY）   | フジテレビ系列 | 月曜 - 木曜 23:55 - 翌0:25 土曜 0:18 - 0:40（金曜深夜） 日曜 0:15 - 1:05（土曜深夜） 日曜 23:55 - 翌0:45 |
| 福島県         | 福島テレビ（FTV）         | フジテレビ系列 | 月曜 - 木曜 23:55 - 翌0:25 土曜 0:18 - 0:40（金曜深夜） 日曜 0:15 - 1:05（土曜深夜） 日曜 23:55 - 翌0:45 |
| 新潟県         | 新潟総合テレビ（NST）     | フジテレビ系列 | 月曜 - 木曜 23:55 - 翌0:25 土曜 0:18 - 0:40（金曜深夜） 日曜 0:15 - 1:05（土曜深夜） 日曜 23:55 - 翌0:45 |
| 長野県         | 長野放送（NBS）           | フジテレビ系列 | 月曜 - 木曜 23:55 - 翌0:25 土曜 0:18 - 0:40（金曜深夜） 日曜 0:15 - 1:05（土曜深夜） 日曜 23:55 - 翌0:45 |
| 静岡県         | テレビ静岡（SUT）         | フジテレビ系列 | 月曜 - 木曜 23:55 - 翌0:25 土曜 0:18 - 0:40（金曜深夜） 日曜 0:15 - 1:05（土曜深夜） 日曜 23:55 - 翌0:45 |
| 富山県         | 富山テレビ（BBT）         | フジテレビ系列 | 月曜 - 木曜 23:55 - 翌0:25 土曜 0:18 - 0:40（金曜深夜） 日曜 0:15 - 1:05（土曜深夜） 日曜 23:55 - 翌0:45 |
| 石川県         | 石川テレビ（ITC）         | フジテレビ系列 | 月曜 - 木曜 23:55 - 翌0:25 土曜 0:18 - 0:40（金曜深夜） 日曜 0:15 - 1:05（土曜深夜） 日曜 23:55 - 翌0:45 |
| 福井県         | 福井テレビ（FTB）         | フジテレビ系列 | 月曜 - 木曜 23:55 - 翌0:25 土曜 0:18 - 0:40（金曜深夜） 日曜 0:15 - 1:05（土曜深夜） 日曜 23:55 - 翌0:45 |
| 中京広域圏     | 東海テレビ（THK）         | フジテレビ系列 | 月曜 - 木曜 23:55 - 翌0:25 土曜 0:18 - 0:40（金曜深夜） 日曜 0:15 - 1:05（土曜深夜） 日曜 23:55 - 翌0:45 |
| 近畿広域圏     | 関西テレビ（KTV）         | フジテレビ系列 | 月曜 - 木曜 23:55 - 翌0:25 土曜 0:18 - 0:40（金曜深夜） 日曜 0:15 - 1:05（土曜深夜） 日曜 23:55 - 翌0:45 |
| 島根県・鳥取県 | 山陰中央テレビ（TSK）     | フジテレビ系列 | 月曜 - 木曜 23:55 - 翌0:25 土曜 0:18 - 0:40（金曜深夜） 日曜 0:15 - 1:05（土曜深夜） 日曜 23:55 - 翌0:45 |
| 岡山県・香川県 | 岡山放送（OHK）           | フジテレビ系列 | 月曜 - 木曜 23:55 - 翌0:25 土曜 0:18 - 0:40（金曜深夜） 日曜 0:15 - 1:05（土曜深夜） 日曜 23:55 - 翌0:45 |
| 広島県         | テレビ新広島（TSS）       | フジテレビ系列 | 月曜 - 木曜 23:55 - 翌0:25 土曜 0:18 - 0:40（金曜深夜） 日曜 0:15 - 1:05（土曜深夜） 日曜 23:55 - 翌0:45 |
| 愛媛県         | テレビ愛媛（EBC）         | フジテレビ系列 | 月曜 - 木曜 23:55 - 翌0:25 土曜 0:18 - 0:40（金曜深夜） 日曜 0:15 - 1:05（土曜深夜） 日曜 23:55 - 翌0:45 |
| 高知県         | 高知さんさんテレビ（KSS） | フジテレビ系列 | 月曜 - 木曜 23:55 - 翌0:25 土曜 0:18 - 0:40（金曜深夜） 日曜 0:15 - 1:05（土曜深夜） 日曜 23:55 - 翌0:45 |
| 福岡県         | テレビ西日本（TNC）       | フジテレビ系列 | 月曜 - 木曜 23:55 - 翌0:25 土曜 0:18 - 0:40（金曜深夜） 日曜 0:15 - 1:05（土曜深夜） 日曜 23:55 - 翌0:45 |
| 佐賀県         | サガテレビ（STS）         | フジテレビ系列 | 月曜 - 木曜 23:55 - 翌0:25 土曜 0:18 - 0:40（金曜深夜） 日曜 0:15 - 1:05（土曜深夜） 日曜 23:55 - 翌0:45 |
| 長崎県         | テレビ長崎（KTN）         | フジテレビ系列 | 月曜 - 木曜 23:55 - 翌0:25 土曜 0:18 - 0:40（金曜深夜） 日曜 0:15 - 1:05（土曜深夜） 日曜 23:55 - 翌0:45 |
| 熊本県         | テレビ熊本（TKU）         | フジテレビ系列 | 月曜 - 木曜 23:55 - 翌0:25 土曜 0:18 - 0:40（金曜深夜） 日曜 0:15 - 1:05（土曜深夜） 日曜 23:55 - 翌0:45 |
| 鹿児島県       | 鹿児島テレビ（KTS）       | フジテレビ系列 | 月曜 - 木曜 23:55 - 翌0:25 土曜 0:18 - 0:40（金曜深夜） 日曜 0:15 - 1:05（土曜深夜） 日曜 23:55 - 翌0:45 |
| 沖縄県         | 沖縄テレビ（OTV）         | フジテレビ系列 | 月曜 - 木曜 23:55 - 翌0:25 土曜 0:18 - 0:40（金曜深夜） 日曜 0:15 - 1:05（土曜深夜） 日曜 23:55 - 翌0:45 |

### 第2期
| 放送対象地域   | 放送局                    | 系列           | 放送曜日・時間                                   |
| -------------- | ------------------------- | -------------- | ------------------------------------------------ |
| 関東広域圏     | フジテレビ（CX）          | フジテレビ系列 | 日曜 0:35 - 1:15（土曜深夜） 日曜 23:15 - 翌0:30 |
| 北海道         | 北海道文化放送（UHB）     | フジテレビ系列 | 日曜 0:35 - 1:15（土曜深夜） 日曜 23:15 - 翌0:30 |
| 岩手県         | 岩手めんこいテレビ（mit） | フジテレビ系列 | 日曜 0:35 - 1:15（土曜深夜） 日曜 23:15 - 翌0:30 |
| 宮城県         | 仙台放送（OX）            | フジテレビ系列 | 日曜 0:35 - 1:15（土曜深夜） 日曜 23:15 - 翌0:30 |
| 秋田県         | 秋田テレビ（AKT）         | フジテレビ系列 | 日曜 0:35 - 1:15（土曜深夜） 日曜 23:15 - 翌0:30 |
| 山形県         | さくらんぼテレビ（SAY）   | フジテレビ系列 | 日曜 0:35 - 1:15（土曜深夜） 日曜 23:15 - 翌0:30 |
| 福島県         | 福島テレビ（FTV）         | フジテレビ系列 | 日曜 0:35 - 1:15（土曜深夜） 日曜 23:15 - 翌0:30 |
| 新潟県         | NST新潟総合テレビ（NST）  | フジテレビ系列 | 日曜 0:35 - 1:15（土曜深夜） 日曜 23:15 - 翌0:30 |
| 長野県         | 長野放送（NBS）           | フジテレビ系列 | 日曜 0:35 - 1:15（土曜深夜） 日曜 23:15 - 翌0:30 |
| 静岡県         | テレビ静岡（SUT）         | フジテレビ系列 | 日曜 0:35 - 1:15（土曜深夜） 日曜 23:15 - 翌0:30 |
| 富山県         | 富山テレビ（BBT）         | フジテレビ系列 | 日曜 0:35 - 1:15（土曜深夜） 日曜 23:15 - 翌0:30 |
| 石川県         | 石川テレビ（ITC）         | フジテレビ系列 | 日曜 0:35 - 1:15（土曜深夜） 日曜 23:15 - 翌0:30 |
| 福井県         | 福井テレビ（FTB）         | フジテレビ系列 | 日曜 0:35 - 1:15（土曜深夜） 日曜 23:15 - 翌0:30 |
| 中京広域圏     | 東海テレビ（THK）         | フジテレビ系列 | 日曜 0:35 - 1:15（土曜深夜） 日曜 23:15 - 翌0:30 |
| 近畿広域圏     | 関西テレビ（KTV）         | フジテレビ系列 | 日曜 0:35 - 1:15（土曜深夜） 日曜 23:15 - 翌0:30 |
| 島根県・鳥取県 | さんいん中央テレビ（TSK） | フジテレビ系列 | 日曜 0:35 - 1:15（土曜深夜） 日曜 23:15 - 翌0:30 |
| 岡山県・香川県 | 岡山放送（OHK）           | フジテレビ系列 | 日曜 0:35 - 1:15（土曜深夜） 日曜 23:15 - 翌0:30 |
| 広島県         | テレビ新広島（TSS）       | フジテレビ系列 | 日曜 0:35 - 1:15（土曜深夜） 日曜 23:15 - 翌0:30 |
| 愛媛県         | テレビ愛媛（EBC）         | フジテレビ系列 | 日曜 0:35 - 1:15（土曜深夜） 日曜 23:15 - 翌0:30 |
| 高知県         | 高知さんさんテレビ（KSS） | フジテレビ系列 | 日曜 0:35 - 1:15（土曜深夜） 日曜 23:15 - 翌0:30 |
| 福岡県         | テレビ西日本（TNC）       | フジテレビ系列 | 日曜 0:35 - 1:15（土曜深夜） 日曜 23:15 - 翌0:30 |
| 佐賀県         | サガテレビ（STS）         | フジテレビ系列 | 日曜 0:35 - 1:15（土曜深夜） 日曜 23:15 - 翌0:30 |
| 長崎県         | テレビ長崎（KTN）         | フジテレビ系列 | 日曜 0:35 - 1:15（土曜深夜） 日曜 23:15 - 翌0:30 |
| 熊本県         | テレビ熊本（TKU）         | フジテレビ系列 | 日曜 0:35 - 1:15（土曜深夜） 日曜 23:15 - 翌0:30 |
| 鹿児島県       | 鹿児島テレビ（KTS）       | フジテレビ系列 | 日曜 0:35 - 1:15（土曜深夜） 日曜 23:15 - 翌0:30 |
| 沖縄県         | 沖縄テレビ（OTV）         | フジテレビ系列 | 日曜 0:35 - 1:15（土曜深夜） 日曜 23:15 - 翌0:30 |

## 特別編成
- 2024年10月6日は、フランス・パリロンシャン競馬場で開催される凱旋門賞（競馬の重賞競走）を中継するため、前年同様（S-PARK#特別編成）に放送枠を『Mr.サンデー』（関西テレビ・フジテレビの共同制作による前枠番組）と統合した『Mr.サンデー×すぽると!　超合体スペシャル』[26]というタイトルで22:00 - 翌0:40に放送[27]。